# Рок-музыка в социалистических странах Восточной Европы и СССР
Рок-музыка в странах Восточного блока — рок-исполнители из восточноевропейских социалистических стран, на сленге советских коллекционеров «демократы» (от понятия «стра́ны народной демократии»), являются недостаточно изученным феноменом. «Демократы» выросли из первых бит-групп начала 1960-х годов сперва появившихся в Югославии и Чехословакии. В Польше, ГДР, Румынии, Болгарии и Венгрии «свои» «демократы» появились лишь в середине 1960-х годов. Эпоха демократов продлилась приблизительно с 1961 по 1991 год. Обобщая мнения коллекционеров, диски «демократов» можно разделить на три класса. Первый был представлен вполне качественными с точки зрения звука и оформления пластинками Югославии, Венгрии и Польши, второй состоял из дисков ГДР и Чехословакии, третий — Болгарии и Румынии.
Наиболее свободно рок-музыканты чувствовали себя в Югославии, а больше всего ограничений было в Румынии и СССР (кроме стран Прибалтики). Албанские власти и вовсе запрещали любую западную музыку. В Чехословакии и Венгрии политика властей была достаточно снисходительной, в ГДР отношение было строже, однако некоторые рок-группы все же выступали с концертами в ФРГ. Польская рок-музыка отличалась своими текстами, более протестными на общем фоне, хотя в музыке оригинальность часто уступала копированию западных образцов. Также в отличие от Западной Европы, где фольклор был одним из элементов формирования рок-музыки, рок-музыка Восточной Европы обратила внимание на национальный фольклор лишь в результате освоения западных стандартов.
Как отмечал музыковед Дмитрий Ухов на конференции «Теоретические и методологические проблемы искусства социалистических стран», организованной Всесоюзным научно-исследовательским институтом искусствоведения в 1984 году, молодёжная музыка в странах социализма прошла три этапа: первый, «подражательный» (вторая половина 1950-х — начало 1960-х годов), второй (с середины 1960-х годов до последней трети 1970-х), когда возник термин «биг-бит» (не употреблявшийся на Западе) и ВИА (вокально-инструментальные ансамбли), в начале 1980-х годов критика констатировала кризис жанра ВИА и возникновение «новой волны», которая отличалась возрастающей ролью текста и поиском контакта с «камерным жанром».

## Венгрия

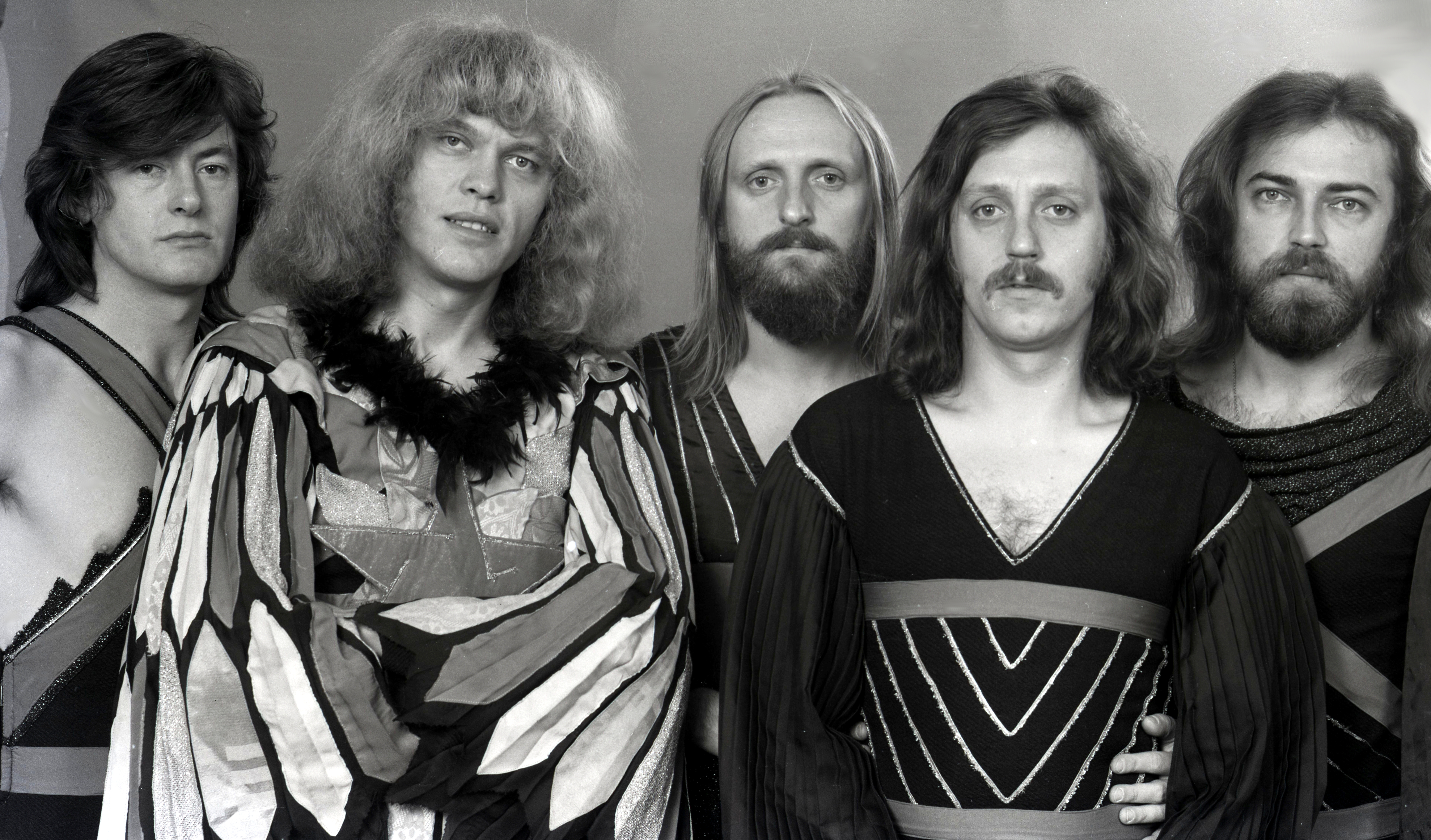
Группа Omega

Первые венгерские группы, исполнявшие бит, появились практически одновременно с западными в начале 1960-х годов. Одними из первых были коллективы Illés, Metro и Atlantis. Со второй половины 1960-х годов и особенно в 1970-е годы появляется большое количество рок-коллективов: Lokomotiv GT, Omega, Skorpió, Piramis, Neoton, Tolczvay, Bergendy, Karthago, Generál, Hungária и другие. Важным отличием венгерских рок-групп на первом этапе было исполнение собственного музыкального материала на родном языке. Хотя диски, записанные на западных студиях и соответственно ориентированные на англоязычного слушателя, состояли из песен на английском языке. В среде советских коллекционеров венгерские группы считались самыми технически продвинутыми и стилистически разнообразными в сравнении с другими коллективами из социалистического лагеря, некоторые (такие как Lokomotiv GT, Omega, Skorpio, Piramis, Illés, Neoton, P. Box и некоторые другие) часто даже не уступали по популярности западным группам.
В 1957 году братья Лайош и Карой Иллеш создали группу Illés, которая поначалу играла хиты американской и итальянской эстрады. В 1966 году «Иллеш» написали первую рок-композицию на венгерском языке Még fáj minden csók («Каждый поцелуй причиняет боль»). Illés сотрудничали с певицами Жужей Конц и Кати Ковач. C 1968 по 1973 год группа записала несколько альбомов, а в 1971 году создала «бит-ораторию» «Human_Rights», посвященную Анджеле Дэвис.
В 1960 году Зоран и Душан Стефановичи создали группу «Зенит», позднее переименованную в «Метро». Коллектив записал всего два альбом: «Metro» и «Egy este a Metro Klubban».
Наиболее известная венгерская группа Omega, образованная в 1962 году, представляет пример творческого долголетия и успеха не только в странах Восточной Европы, но и на Западе. В 1968 году группа отправилась в гастрольный тур в Великобританию, где дала 24 концерта, в таких клубах как Marquee Club, The Speakeasy Club и Sibylla’s, посетив города Бирмингем, Манчестер, Олдем и Эдинбург. Omega стала первой венгерской группой, записавшей пластинку-гигант, и пластинку на английском языке на лейбле «Decca Records» под названием Omega Red Star From Hungary (1968). Однако записать второй диск на западном лейбле группе не удалось, поскольку власти потребовали возвращения музыкантов на родину. Подобная история ранее произошла с чехословацким коллективом Olympic, который после «Пражской весны» был отозван с французского турне. Но вышедшая под венгерской маркой «Qualiton» пластинка Trombitás Frédi És А Rettenetes Emberek разошлась тиражом 1 млн экземпляров. На один из главных хитов группы — песню «Gyöngyhajú lány» (музыка Габора Прессера, слова Анны Адамис, вокал Яноша Кобора), записанную в 1969 году, сделаны кавер-версии в Польше (польск. «Dziewczyna O Perłowych Włosach») и Чехии (чеш. «Dívka S Perlami VeVlasech»), а также немецкой группой Scorpions (англ. «White Dove»). В 1971 году Габор Прессер создал новый коллектив Lokomotiv GT.
Первой западной рок-группой, выступившей в Венгрии, стали The Nashville Teens — их концерт состоялся в 1964 году. 7,8 и 9 июля 1967 года на стадионе Kisstadion в Будапеште выступила The Spencer Davis Group. Как писала австралийская газета The Age, либеральная атмосфера в Венгрии позволила року доминировать на поп-сцене. По сообщению того же издания, на 1976 год в десятимиллионной стране насчитывалось 167 профессиональных и 600 самодеятельных рок-коллективов.
Хард-рок группа с элементами прогрессива Skorpió была образована в 1973 году, вокалистом, басистом и саксофонистом Károly Frenreisz, бывшим участником Metro и Lokomotiv GT. Её пластинка A Rohanás 1974 года сразу же была продана только на венгерском рынке в количестве свыше 700 000 копий. Группа Skorpió начала напряженную гастрольную работу, в 1974 и 1975 с успехом прошли концерты в Европе, США и Канаде. В 1975 записано несколько шоу для западно-германского телевидения.
Одна из наиболее ярких венгерских прогрессив-рок-групп Neoton была основана в Будапеште в 1965 году. В 1968 году группа участвовала в популярной музыкальной телепередаче «Ki mit tud?», а в 1970-м записала свой дебютный альбом Bolond Varos, впоследствии переизданный в СССР. В 1973 году в результате объединения двух коллективов рок-группы Neoton и поп-трио Kocbabak создана одна из самих знаменитых поп-диско-групп Венгрии Neoton Familia. В 1977 году эта группа заняла третье место на международном музыкальном фестивале «Metronom» с композицией «Hivlak», а в 1983 году первое место на Международном фестивале популярной музыки в Токио с песней «Time Goes By».

## ПНР
— Были современники, сильно на вас повлиявшие?
— Больше других я любил Чеслава Немена, польского мультиинструменталиста, писавшего музыку, кстати, на очень серьёзную лирику — Норвида, например. Немен приезжал сюда, был у меня в гостях. Бабушка решила принять его по высшему разряду, изготовлен был классический наваристый борщ, столь же классические котлеты, салат — Немен вдруг высыпал все это в миску с борщом плюс изюм, курага… тщательно размешал и стал уплетать, объясняя, что при таком способе, из-за разных пропорций всегда получается новый на вкус продукт… Бабушка была потрясена… Это навело меня на мысль, что арт-рок и есть тщательно организованная эклектика, но, конечно, надо быть Неменом, чтобы в этом были мера и вкус.

Участники группы Песняры и Чеслав Немен (второй справа), фестиваль в Сопоте, 1971 год. Личный архив Леонида Тышко. После этой встречи Владимир Мулявин сделал для «Песняров» аранжировку песни «Бродяга» в духе версии, которая была у Немена. А позже на одном из польских фестивалей белорусы спели в качестве музыкального подарка Sprzedaj mnie wiatrowi с «красного» альбома рок-музыканта

Одной из дат рождения польского рок’н’ролла можно считать 24 марта 1959 года — в этот день в клубе Rudy Kot в Гданьске группа Rhythm and Blues дала первый рок-концерт в Польше, хотя тогда эта музыка называлась биг-битом. В 1960 году Rhythm and Blues преобразовалась в Czerwono-Czarni. Другим пионером польской рок-сцены стал коллектив Niebiesko-Czarni — помимо того, что его участники одними из первых стали исполнять песни на польском языке, они часто использовали в своем творчестве народные мелодии. Также Niebiesko-Czarni были первой польской рок-группой, которая выехала с гастролями за рубеж. Ещё одним популярным коллективом с собственным оригинальным стилем стали «Красные гитары» — Czerwone gitary — образованные творческим дуэтом Кшиштофа Кленчона и Северина Краевского.
Одной из первых польских групп, достигших широкой известности стал гаражный бит-бэнд Polanie, появившийся в Лодзе летом 1965 года. Он был создан бывшими участниками Czerwono-Czarni и Niebiesko-Czarni в составе: Piotr Puławski (вокал, гитара), Wiesław Bernolak (орган), Zbigniew Bernolak (бас-гитара), Włodzimierz Wander (саксофон), Andrzej Nebeski (ударные). Песни исполнялись на польском и английском языках. В начале 1966 года группа гастролировала по Скандинавии и Западной Германии, но уже запланированное выступление в Великобритании не состоялось из-за пропблем с оформлением загранпаспортов. В 1967 году фирмой «Polskie Nagrania Muza» были выпущены EP (N 0516) и LP (XL 0438).
За две недели до концерта мы с друзьями шли в бассейн и заметили на столбе небольшую афишу, очень краткую: The Rolling Stones, Зал конгрессов, 13 апреля 1967 года. Это было в начале апреля, и поскольку плакат был очень маленьким и невзрачным, мы подумали, что это чья-то первоапрельская шутка.Веслав Вайс, музыкальный журналист

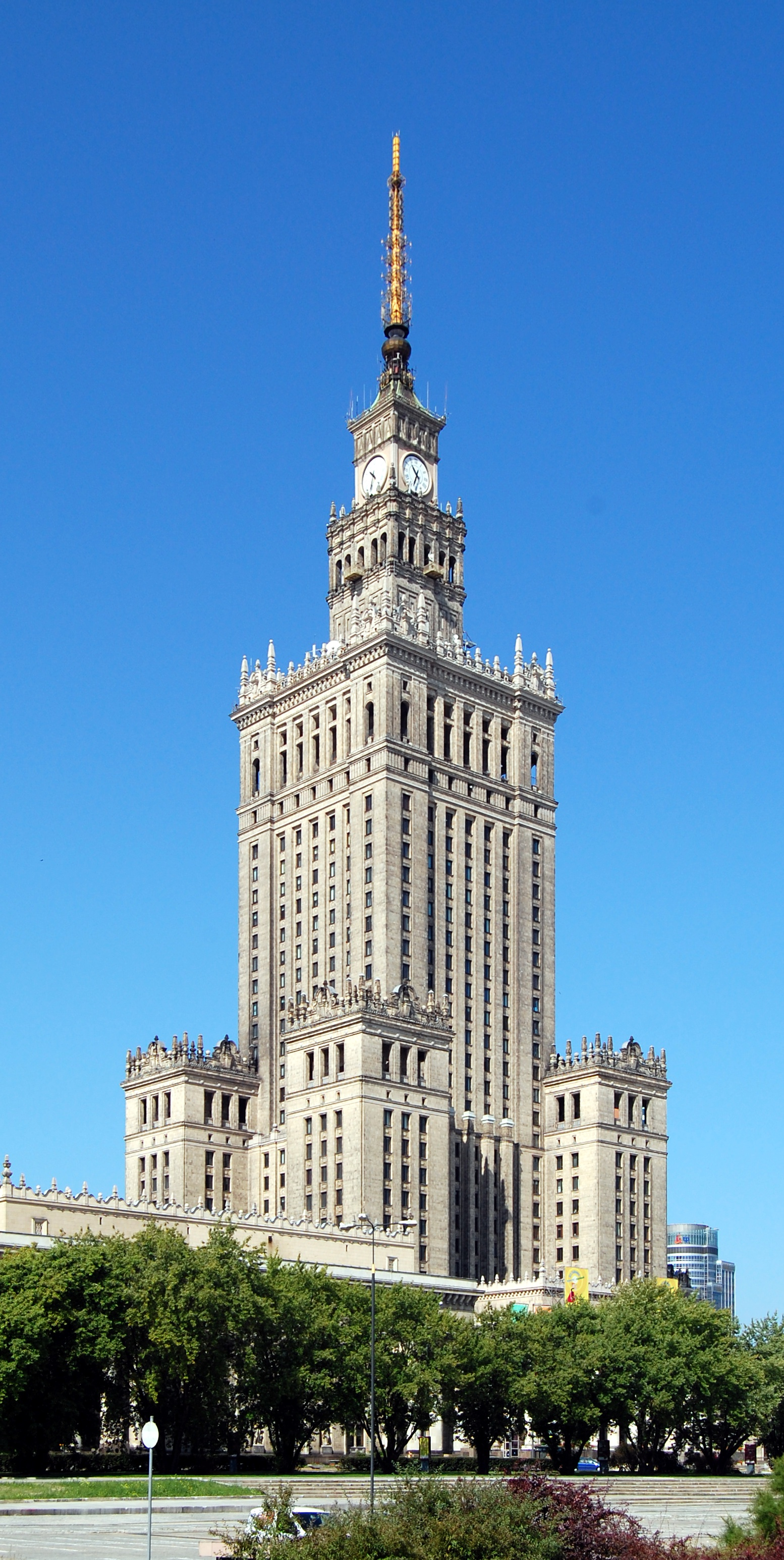
Дворец культуры и науки, где в 1967 году прошёл концерт Rolling stones

В 1963 году в Польшу приезжал со своей концертной программой Пол Анка. В середине 60-х страну посетили с концертами Animals, Hollies и Artwoods. В 1967 году в Варшаве в Зале Конгрессов (Zala Kongresowa) Дворца культуры и науки выступили The Rolling Stones, «на разогреве» у которых играли Czerwono-Czarni. Газета «Варшавский курьер» напечатала статью Люциана Кидринского о концерте. Но в целом польская пресса не уделила особого внимания выступлению, в основном сообщалось о беспорядках, вызванных приездом группы.
Польская рок-музыка широко издавалась в СССР. Уровень популярности многих польских групп и исполнителей, таких как Czerwone gitary, Чеслав Немен, Два плюс один (2 Plus 1), Анджей и Элиза (Andrzej i Elisa), Budka Suflera, Марыля Родович, SBB, No To Co, Skaldowie, Trubadurzy, был столь высок, что их композиции с русскими текстами перепевали советские ВИА, а, например, Чеслав Немен, который сумел вывести свое творчество на уровень высокого искусства, добился признания и на западе, франкоязычную версию песни Немена «Czy mnie jeszcze pamiętasz?» («Помнишь ли ты ещё меня?») записала Марлен Дитрих. Многие польские рок-хиты были написаны профессиональными поэтами такими как Агнешка Осецкая, Wojciech Młynarski или Leszek Aleksander Moczulsk.

## Чехословакия

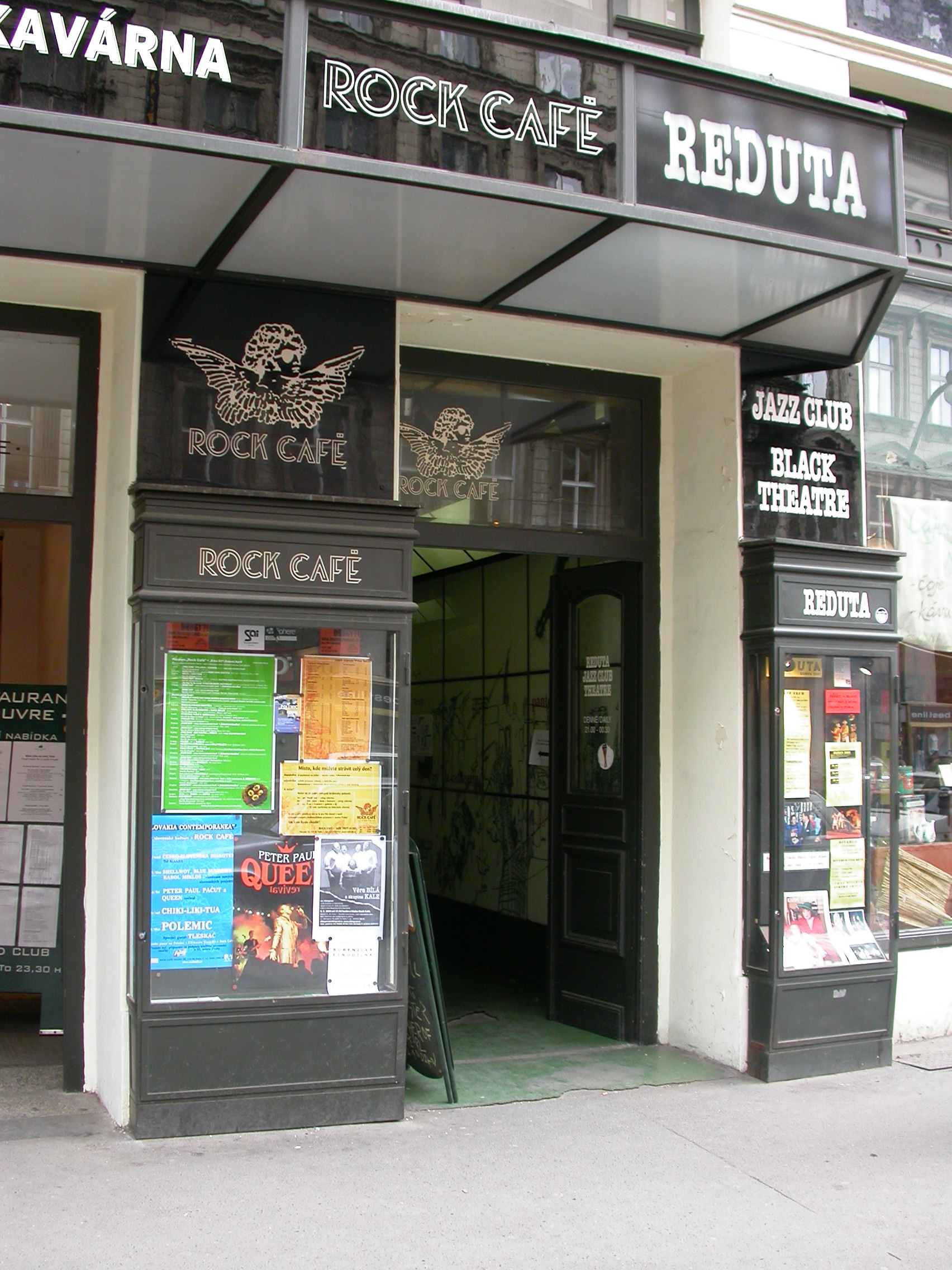
Reduta Jazz Club — колыбель чехословацкого рока

Хотя основное влияние на молодёжную музыку Чехословакии оставалось за представителями британского рока были популярны и американские рок-музыканты: Бил Хейли, Элвис Пресли и Чак Берри. На рубеже 1950—1960-х годов рок-музыка Чехословакии формировалась на основе полулюбительских музыкальных театров, так называемых «малых сцен». В 1956 году на такой сцене в клубе Reduta Jazz Club группа Accord представила свою версию Rock Around the Clock.
Феномен «чешского гаража» также занимает особое место в истории восточноевропейской бит-музыки. Формирование гаражного рока (англ. Garage rock) началось ещё в конце 1950-х годов под влиянием первых образцов рок-н-ролла и серфа. В 1964 году в Праге и Братиславе открываются университетские клубы, в которых создаются любительские бит-группы.
В 1962 году возникают первые словацкие самодеятельные бит-проекты — Gattch (Али Беладич, Томаш Редей, Тоно Ланчарич, Юрай Штефул) и The blue fives (Петер Липа, Расто Вакха, Петер Корень, Федор Летняны, Мирослав Шебо). Уже в следующем году только в Братиславе действовало свыше 35 биг-битовых самодеятельных коллективов.
Тема эта мне более чем близка: с 1963-го по 1968 год я, трудный подросток, жил в Праге, где родители мои работали в редакции международного журнала «Проблемы мира и социализма». Рок-музыку, которую тогда в ЧССР называли «бигбит», я впервые услышал осенью 1963 года и немедленно к этой музыке проникся. Поначалу я слушал только пластинки, в основном синглы, которые имелись у моих школьных товарищей из западных стран. <…> Позже я начал, тайком от родителей, ходить на концерты местных пражских бит-групп. <…> Клубы все были в центре города и назывались Sluničko («Солнышко»), Olympic, Music F-Club, и концерты там проходили каждую неделю. Вскоре я узнал все главные чешские группы того времени, и у меня появились свои фавориты. Групп было десятка два; самыми известными были Matadors, Rebels, Olympic, Framus Five, Beatmen из Словакии, Synkopy 61. Моими любимыми были The Primitives Group, которые исполняли исключительно американскую психоделику. И ещё две группы, тоже психоделические, с ревущими фузз-гитарами и свингующими электроорганами, но певшие собственные песни по-чешски. Это были George & Beatovens и Flamengo.
Традиционно первой чешской «гаражной» группой считается Olympic, основанный 11 ноября 1963 года. В 1963 году в словацком городе Кошице была образована одна из первых местных бит-групп Tornádo. В книге «Slovenský Bigbít» приводятся подробные сведения относительно таких легенд раннего словацкого биг-бита 1960-х годов. В тот же 1963 год были созданы братиславские группы Sputnik (Sputnici), Nautilus, Blue stars, Thomastic, The Phantoms, The Strings (Struny), The Buttons, сформирована первая чехословацкая девичья бит-группа под названием Girl angels в составе Даны Виходиловой, Зазоры Вагнеровой, Магды Хапшудовой, Адрианы Ковачиковой. В 1964 году в Братиславе были созданы бит-группы Kabinet 112, Galaxia и Neutrón (в 1965 году переименована в Sirius). В этом же году Tomбљ Danko основал в Кошице биг-бит-группу The devil. Однако немногие из этих групп сумели сделать в рассматриваемый период студийные записи.

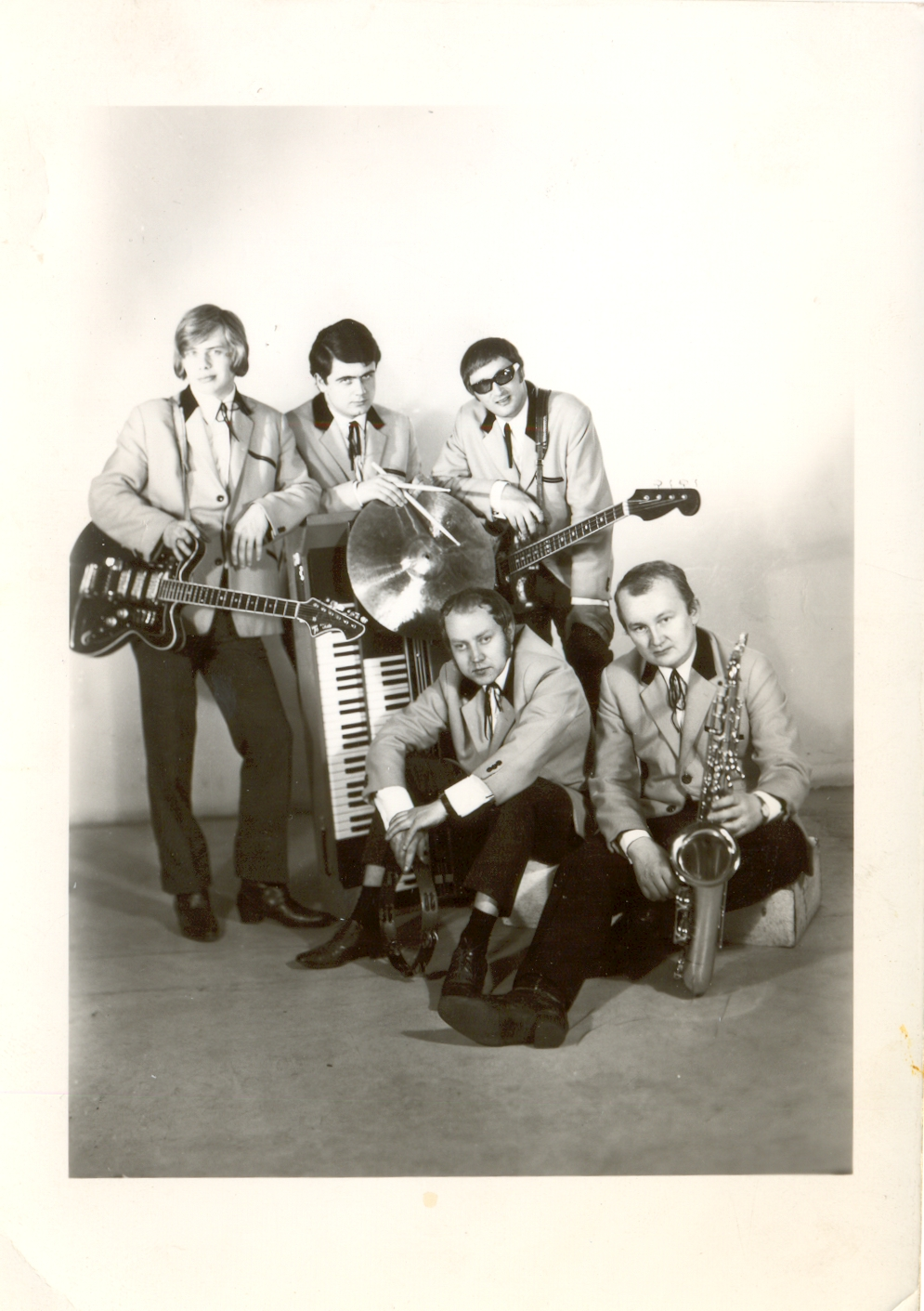
Иржи Шёлингер (крайний слева) и группа Majestic на NDR

В 1965 году была создана бит-группа The Matadors долгое время соперничавшая по популярности с Olympic. Музыканты исполняли преимущественно свой авторский материал и кавер-версии известных биг-бит-хитов на английском языке. Под лейблом «Супрафон» эта группа с 1966 по 1969 год записала два сингла и два EP (в версиях «моно» и «стерео»), материал которых представляет в основном синтез немного переиначенного британского бита и американского рок-н-ролла.
В 1965 году Чехословакию посетила группа Manfred Mann.
В конце 60-х к рок-сцене присоединились коллективы The Primitives Group (распались в 1969 году), The Plastic People of the Universe образованная из бывших участников Primitives, Progres 2.
События Пражской весны 1968 года многое изменили и в чехословацкой музыке. По словам пражской журналистки Тамары Реймановой (Tamara Reimannova), в то время каждый стал даже дышать иначе. Популярной стала чешская версия песни Боба Дилана «Время изменений» (англ. «The Times They Are A-Changin’», чешск. «Časy se mění»). В пражском зале Люцерна в мае 1969 года выступила американская серф-группа The Beach Boys, которая посвятила свою песню «Breaking Away» реформатору А. Дубчеку, находившемуся в аудитории.
В 1969 году Jožo Ráž, Juraj Farkaš, Vašo Patejdl и Zdeno Baláž в Братиславе основали проект Elán, который в 1980-е годы стал одной из наиболее популярных рок-групп Чехословакии, фактически породив социальный феномен «эланомании» (по типу «битломании»). В 1969 году выпущен дебютный альбом пражской группы Framus five (иногда отмечают Framus five + Michal Procop). В 1971 году был выпущен экспортный вариант пластинки с другой обложкой под названием Blues In Soul. Второй альбом «Město ER» (1971) был запрещен в Чехословакии, а группа прекратила существование.
Важное место в чехословацкой поп-музыке занимает актриса и певица Эва Пиларова. Она победила в конкурсе «International Intervision Song Contest», проходившем в 1967 году в Братиславе, и стала по опросу чехословацких читателей четырёхкратным победителем «Золотого соловья» в категории певиц. Также следует отметить дуэт брата и сестры Hana a Petr Ulrchovi, которыми в 1960-х — начале 1970-х годов в сопровождении групп Atlantis и Vulkan было записано множество оригинальных песен в стиле бит и психоделический рок. Ещё одним бит-дуэтом Martha a Ten 1970-х годов из Моравии, благодаря хорошим композиторам и продюсерам было создано множество оригинальных хитов. «Королева» чешского фолк-рока Зузана Наварова записывалась сгруппой КОА. Немного уступали пальму первенства по количеству хитов кумиры чехословацкой молодежи 1970-х годов — Vaclav Neckář и Иржи Шёлингер. Также были популярны кавер-версии произведений западных групп, но лирика часто переписывалась в угоду «социалистическому образу жизни», что меняло смысл песен на противоположный. В частности это произошло с песней Black Sabbath A National Acrobat, которую перепел Иржи Шёлингер под названием «Metro, dobrý den».
Панк-рок-группы появились в Чехословакии в 70-х. Пионерами здесь были такие группы как Extempore (1974—81), Zikkurat (1978—82), Antitma 16 (1978—79) и Energie G (1979—81). Панк появился сначала в Праге, единственной непражской группой на тот момент были Hlavy 2000 в Моравии.

## Югославия
Рок'н'ролл на коммунистической стороне был гораздо важнее, чем рок на западе. Если ты был осторожен, то ты мог направлять важные на тот момент послания
Горан Брегович, участник группы Bijelo Dugme, в интервью журналу The Guardian
Оригинальный текст (англ.)Rock'n'roll on the communist side was much more important than rock in the west. If you were careful, you could leave messages that were important at the time

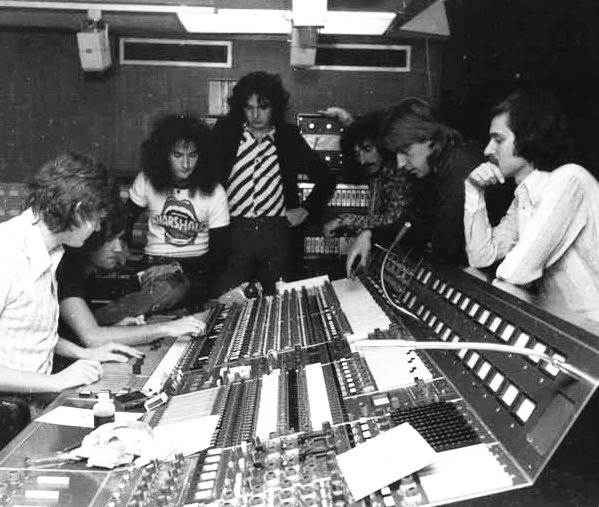
Участники Bijelo Dugme на записи альбома Šta bi dao da si na mom mjestu. Слева направо: звукорежиссёр Петер Хендерсон, саунд-продюсер Нейл Харрисон, Ипе Ивандич, Горан Брегович, Желько Бебек, Владо Правдич, и журналист Деспот, Велко. Студия Associated Independent Recording, Оксфорд-стрит, 1975 год

Югославский рок развивался относительно свободно. Крупнейшая государственная звукозаписывающая и издательская компания «Jugoton» активно издавала записи бит-, рок-, поп- и диско-групп из всех субъектов СФРЮ. В 1961 году созданы первые югославские биг-бит-группы — Siluete, Bezimeni, Sjene, Iskre, Elektroni и Dubrovački Trubaduri (лидер — Đelo Jusić). В 1962 году были основаны такие группы как Indexi, Mladi, Kristali, а также два хорватских проекта (в Загребе и Сплите) с одинаковым названием Delfini. В 1962 году в Загребе создается бит-группа Roboti, а в Белграде — ритм-н-блюзовый проект Elipse. В 1964 году бит-группа Iskre записывает на главной югославской фирме грамзаписи «Jugoton» свой первый сингл под названием «Ukraina» (Украина). В 1965 году студентами католического университета в Загребе создана бит-группа Žeteoci. В 1966 году на белградской музыкальной сцене появились Džentlmeni. В 1968 году состоялись концертные выступления одной из первых белградских групп в стиле «прогрессивного рока» Dogovor IZ 1804. В 1968 году бывший клавишник Индексов Kornelije Kovač создал фьюжн-группу Korni grupa (другое название — The Kornelyans).
Если Югославия действительно жива и где-то существует до сих пор, то только на югославской музыкальной сцене!
Это смелое заявление я могу сделать не только как культуролог, которого десятилетиями интересует различная поп-культурная и альтернативная продукция, но и как слушатель рок-музыки, который более половины своей жизни жил в социалистической федеративной Югославии… Югославская популярная культура — и вместе с ней югославской поп и рок — это было то самое югославское, самое подлинное, что образовалось в этой сложной стране за десятилетия её существования. Рок-музыка являлась настоящим гимном нашего поколения и нашего сообщества… Практически все поменялось в последние двадцать пять лет… только песни остались.
<…>
Люди из этой исчезнувшей страны все ещё знают больше о музыке своих старых соседей из югославских времен, чем тех новых, из Европейского Союза. Примирение и принятие между бывшими югославскими народами, которых поссорила националистическая и неолиберальная элита в своих собственных интересах, начались давно в музыке и через музыку. Рок-н-ролл продолжает быть, и в пост- югославском контексте — больше, чем просто рок-н-ролл.
В 1970 году Драго Диклич (Drago Diklić) создал хорватский лейбл звукозаписи «Alta», ориентированный прежде всего на выпуск фонограмм молодых поп- и рок-исполнителей, которые выступали на музыкальных фестивалях. В целом, 1970-е отмечаются развитием в Югославии практически всех направлений рок-музыки. В этот период югославская публика предпочитала так называемый «стадионный рок». В этой связи нужно отметить такие группы, как YU Grupa, Time, Smak, Parni Valjak, Atomsko Sklonište, Leb i sol, Teška Industrija и Galija. В 1970 году в Белграде создана YU Grupa, ставшая настоящим рок-символом единой федеративной Югославии. В 1971 году состоялся первый концерт группы Bumerang, в репертуаре которой были широко представлены хиты Grand Funk Railroad, Free и The Rolling Stones. В этом же году в сербском городке Крагуевац была создана рокгруппа Smak в составе Laza Ristovski, Slobodan Stojanović «Kepa», Radomir Mihajlović «Točak», Zoran Milanović и Boris Aranđelović.
Хард-рок на югославской сцене 1970-х — начала 1980-х годов был представлен такими группами, как Riblja čorba, Gordi, Divlje Jagode, Generacija 5, Rok mašina, Кербер, Griva и некоторыми другими. Единственный диск югославской группы «Fire Could You Understand Me» считается одним из лучших альбомов мирового хард-рока. Песни записаны на английском и сербско-хорватском языках. Альбом записан в сентябре 1973 году на «Theelen Studio, Venray» и выпущен в Голландии.
Одной из первых групп Словении считается Jutro, созданная в 1970 году в Любляне. Сначала коллектив играл стандартный буги-рок, но к середины 1970-х годов музыканты сосредоточились на исполнении кавер-версий классических музыкальных произведений в духе голландских Ekseption, а с 1978 года стиль изменился в пользу джаз-рока. Единственный долгоиграющий диск Dobro Jutro был записан группой на лейбле «RTV Ljubljana» в 1980 году. В 1975 году была создана группа Buldozer из Словении. Из-за самобытной смеси экспериментального, альтернативного и авангардного стилей, многие считают эту группу основателем прогрессивной музыки в Югославии. В 1976 году основана македонская группа Leb i Sol, стилистически ориентированная на прогрессивный джаз-рок с этническими элементами. В 1977 году был создан словенский рок-проект Pankrti, ставший
фактически первой панк-рок-группой за «железным занавесом». Музыкальная субкультура Словении 1980-х гг. ассоциируется с панк-роком. Наибольшую известность приобрел коллектив Laibach. С 1981 по 1986 гг. в Любляне был популярен панк-рок-ансамбль Otroci Socializma. В 1982 г. был создан один из самых успешных музыкальных коллективов Югославии — Ekatarina Velika (EKV).
В 1979 году была образована первая в Белграде официальная частная студия звукозаписи «Druga maca», владельцем, звукорежиссёром и продюсером которой был Enco Lesić, ранее работавший с группой Indexi. Первые записи на этой студии были сделаны в 1980 году для трех групп — Idoli, Električni Orgazam и Šarlo akrobata. Лучшие треки указанных выше музыкальных коллективов вошли в сплит-компиляцию LP Paket aranžman («Пакет соглашений»), выпущенную на основании записей студии «Druga maca» лейблом «Jugoton» в феврале 1981 года.
В 1978 году «Jugoton» выпустил альбом No.1 рок-группы Demoni из хорватского городка Чаковец. В 1981 году фирмой «Jugoton» был выпущен дебютный LP Tango Bango хорватской рок-группы Aerodrom. В 1982 году вышел диск Odbrana I Poslednji Dani рок-группы Idoli, который считается одним из наилучших в истории югославской рок-музыки. Самый большой успех «Юготону» принесла рок-группа Bijelo Dugme («Белые пуговицы»), которая остается рекордсменом по количеству проданных пластинок и кумиром нескольких поколений Изначально проект назывался Jutro, но название пришлось сменить, потому что уже была одноимённая сараевская группа, и официальным днем рождения Bijelo Dugme считают 1 января 1974 года. Широкую известность получил хорватская команда из Загреба Srebrna Krila («Серебряные крылья»), исполнявшая поп-рок. Её участники дважды представляли Югославию на конкурсе Евровидения — в 1984-м году там выступил фронтмен Владо Калембер в составе дуэта Vlado & Izolda, а в 1988-м группа приехала всем составом.
В югославской рок-музыке так же представлены албанские или смешанные албанско-сербские коллективы. Первая известная албанская рок-группа Blue star была образована в 1964 году в Приштине (Косово). Позднее коллектив был переименован на Modestët. Приштина стал мощнейшим центром развития албанской рок-музыки, где появились группы Gjurmët (основана в 1980 году), Ilirët, Telex, Seleksioni, Minatori и Menkis. В 1980-е годы наиболее заметной панк-группой Приштины стала Lindja (ведущий музыкант и лидер-гитарист — Luan Osmani.
В 1998 году вышла иллюстрированная энциклопедия журналиста и музыкального-критика Петера Янятовича, содержащая статьи о наиболее значимых рок-группах югославской сцены и государств, образованных после её распада. Книга выдержала три переиздание, последнее из которых — «Ex YU rock enciklopedija 1960—2006» — было в 2006 году.

## Болгария
Среди рок-коллективов и испольнителей, издававшихся на государственном лейбле «Балкантон» можно выделить Тангра, ФСБ, Щурците, Сигнал, Диана Експрес. В 1974 году при поддержке директора компании Апександра Йосифова был выпущен дебютный альбом группы Диана експрес, считающийся первой болгарской долгоиграющейпластинкой в стиле рок. Успешно записывались рок-группы, имевшие национальный колорит
Концерт, где исполнялись песни и вокальные пьесы молодых композиторов Софии, состоялся в одном из двух просторных залов вновь отстроенного Дворца молодежи. Полным-полна аудитория: студенты, школьники, молодая болгарская интеллигенция… Шумные аплодисменты после каждого номера. Исполняются песни, посвященные Родине, направленные против войны, призывающие свято хранить память о героях, отдавших жизнь за свободу. Песня «Память» П. Джурова и «Нет, нет войне» Ф. Павлова встречаются особенно горячо. В первом отделении выступает Хор радио и телевидения, но принимает его публика довольно сдержанно, — может быть потому, что голосовой состав этого коллектива, в прошлом очень хороший, далеко уже не молодёжный? Зато как оживляется аудитория, когда во втором отделении на сцене появляются «Кукеры» — самодеятельный ансамбль, в котором всего один профессионал — ударник Стайко Стайков, а остальные — архитектор Иван Иванов (гитарист), филолог Пламен Басаров (бас-гитара), музыковед Нелли Янкова (пианистка и певица).Журнал «Советская музыка» за 1975 год.

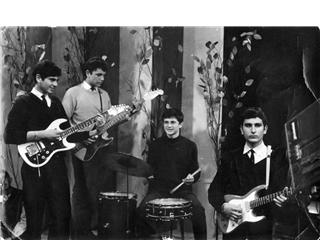
Группа Сребърните гривни, кадр из телепередачи 1965 года.

Одной из первых болгарских рок-групп были Сребърните гривни («Серебряные браслеты»), основанные в 1964 году в Софии в составе Валентин Стефанов -
вокал и гитара, Александр Петрунов — бас и вокал, Трошан Владовски — гитара и вокал, Джордж Банов — ударные и вокал. Группа иногда приглашала в качестве вокалистов Бориса Годжунова и Георги Минчева. В основе репертуара лежали кавер-версии The Shadows и болгарская народная музыка в рок-аранжировке. Другая известная в раннем периоде развития болгарской рок-сцены группа называлась Бъндараците (1962—1968 годы), а одним из наиболее популярных в Болгарии ансамблей стал Щурците («Сверчки»), созданный в 1967 году. Самые известные песни 1960-х годов этого коллектива 1960-х: «Веселина» (1968), «Звън» (1968), «Стар албум» (1969), «Малкият светъл прозорец», «Изпращане», «Бяла тишина» и «Снегът на споена». Исполнение композиции «Бяла тишина» совместно с Георгием Минчевым в 1967 году на конкурсе «Золотой Орфей» принесло им первое место.
Панк-рок находился в Болгарии под запретом, однако это не помешало в 1979 году появиться в Кюстендиле — городке, расположенном недалеко от границы с Сербией, первой болгарской панк-группе Novi cvety. Под влиянием югославского панка стали появляться и другие болгарские коллективы.
В январе 1976 года выпускники Софийской консерватории Румен Бояджиев, Константин Цеков и Александр Бахаров впервые приступили к работе в студии фирмы «Балкантон»: они аккомпанировали при записи пластинок, заменяя втроем целый оркестр. Впоследствии ими была создана группа ФСБ («Формация студии Баккантон»). Их первая авторская пластинка, в которой были использованы элементы болгарского музыкального фольклора в электронной
обработке, открыла им дорогу к полноценной концертной деятельности. Первый альбом ФСБ получил наименование Non-Stop (1977). Третья номерная пластинка ФСБ The Globe вышла на «Балкантоне» в 1980 году. В 1981 году вышел диск под названием 78 Оборота.
В 1987 году в Софии состоялся первый болгарский рок-фестиваль.

## Румыния
В 1950-е годы модными направлениями в румынской музыке были латинский джаз и танго. Первые рок-группы, известные на тот момент под обобщающим названием «электрические гитарные группы»: Uranus (образована в 1961 году в Тимишоара) Cometele («Кометы») (образована в 1962 году в Бухаресте), Sfinţii («Святые») (образована в 1962 году в Тимишоара), Entuziaştii («Энтузиасты») (образована в 1963 году в Бухаресте). Эти группы просуществовали несколько лет, исключение составляет лишь Sfinţii, впоследствии преобразовавшейся в Phoenix (а затем в Transsylvania Phoenix). В отличие от других социалистических стран Восточной Европы в Румынии по началау не было никаких идеологических ограничений относительно исполнения песен на английском языке.

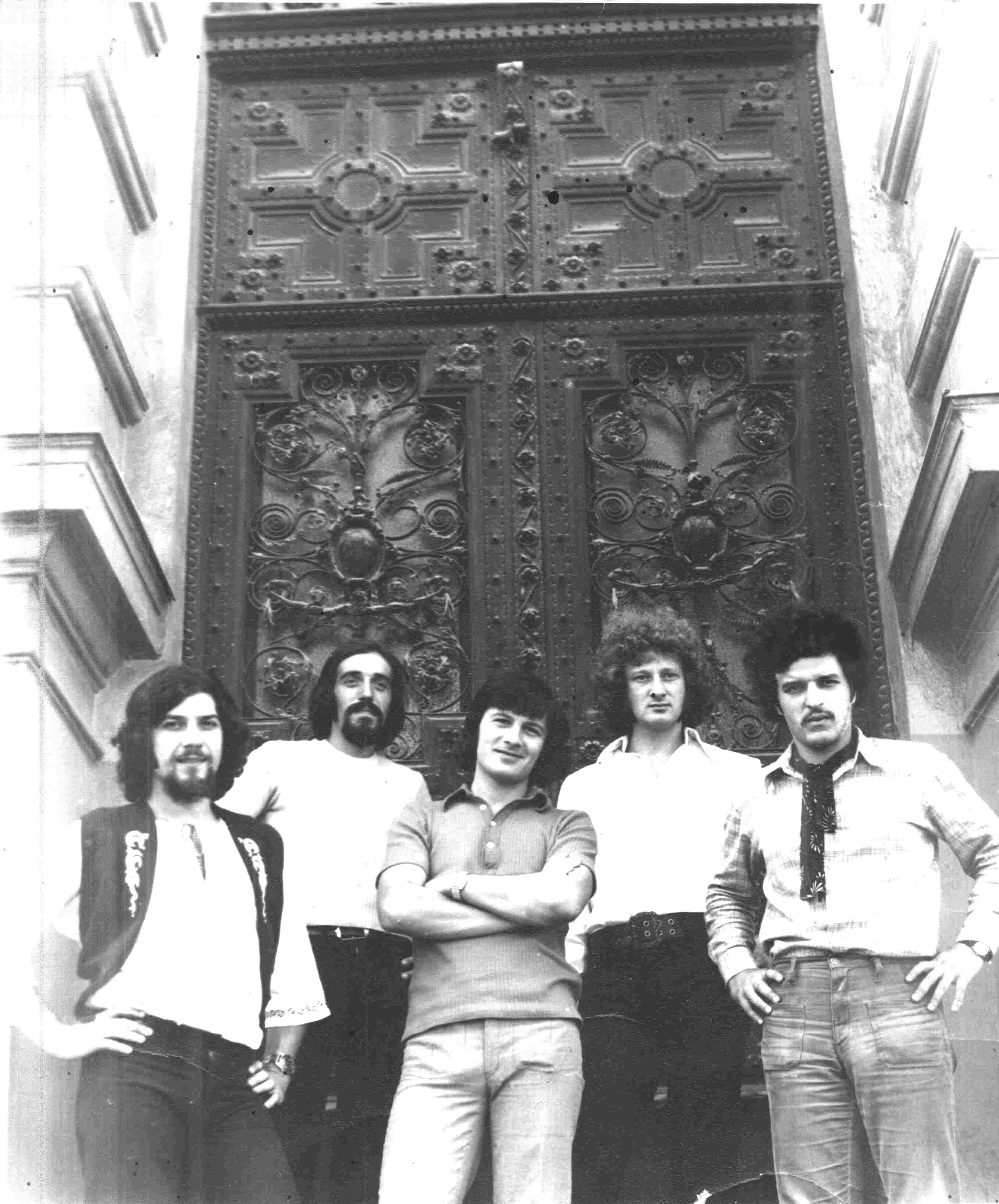
Музыканты группы Феникс в «золотой период» 1972—1973 годов.

Phoenix играли в местных клубах, исполняя композиции The Rolling Stones, The Beatles и The Who. Послевоенный период в Трансильвании был ознаменован интеграцией разных социальных и этнических группы, которые до того жили весьма изолированно, и рок-культура стала хорошей платформой для такого взаимопроникновения. В 1965 году музыканты впервые успешно выступили на большом концерте в Бухаресте. Группа выиграла несколько национальных музыкальных конкурсов. Несмотря на это, властям не нравился «западный» стиль выступлений группы. Лидер Phoenix Нику Ковачи обратился к румынской народной музыке. Группа сотрудничала с Институтом Этнографии и Фольклора в Тимишоаре, в результате вышел альбом, под названием Cei Ce Ne-Au Dat Nume («Те, кто дал нам имя»). В следующем году Phoenix успешно представил Румынию на фестивалях в Братиславе и Сопоте. Музыканты хотели записать новую рок-оперу «Mesterul Manole» о герое балканского фольклора, но это этому воспрепятствовала цензура. В ноябре 1973 года Phoenix провел памятный концерт в Бухаресте, где представил композиции, позже вошедшие во второй его диск Mugur De Fluier. Этот альбом считается высшим достижением румынской группы. Здесь можно услышать звуки скрипки, флейты, народных румынских инструментов. Очередной альбом Cantafabule был записан в Карпатах. Работа посвящена различным мистическим животным. Последняя композиция рассказывает об символе группы — легендарной птице Феникс. В 1976 году Ковачи женился на голландке и оставил Румынию. Но в следующем году большое землетрясение в Румынии заставило его вернуться. Вместе с ним группа весной 1977 года дала два больших благотворительных концерта в помощь потерпевшим. Однако, вскоре Ковачи и почти все члены группы нелегально выехали в Западную Германию, где группа распалась.
В 1970 году в Румынии побывала джазз-рок-группа Blood, Sweat & Tears, которая также дала концерты в Югославии и Польше. Тур, финансировавшийся Государственным департаментом США, сильно ударил по репутации группы, поскольку участники коллектива подверглись критике как слева — за связь с правительством, так и справа — за связь с коммунистами.
К рок-группам Румынии периода 1960-х-1980-х также относят Accent, Altar, Bucovina, Byron, Cargo, Catena, Celelalte Cuvinte,
Echo, FFN, Grimus, Holograf, Implant Pentru Refuz, Iris, Krypton, Kumm, Les Elephants Bizarres, Luna Amară, M.S., Magica, Mondial, Negură Bunget, Olympic ‘64, Omul Cu Şobolani, Progresiv TM, Pro musica, Rain district, Roşu şi negru, Semnal M, Sfinx, Sideral, Sincron sport sângeros III, Timpuri noi, Phoenix, Trooper, Ţapinarii, Urma, Vama, Venus, Viţa de vie.

## ГДР

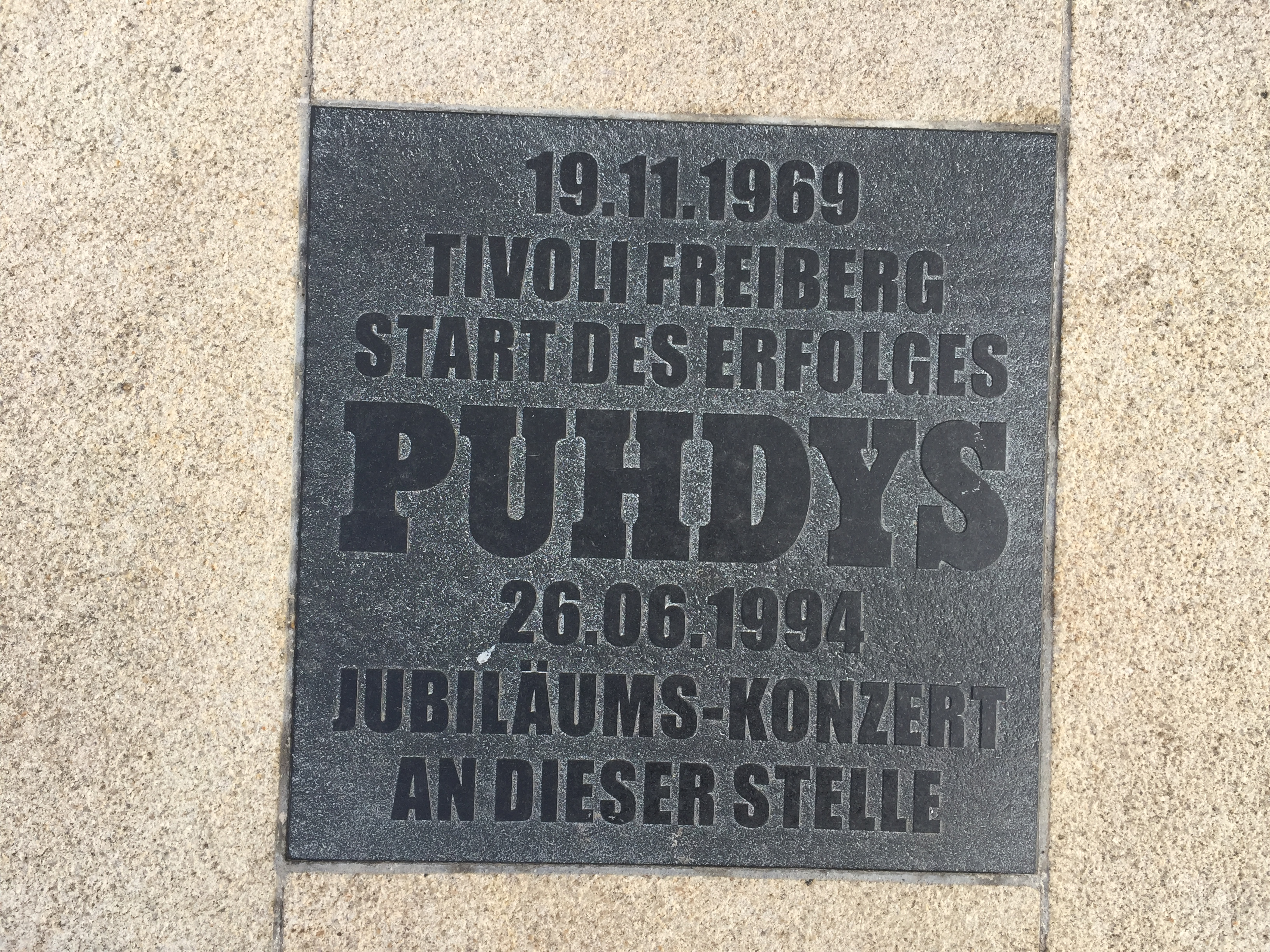
Памятная доска на месте, откуда начался успех Puhdys 19 ноября 1969 года — концертном зале Tivoli города Фрайберга. 26 июня 1994 года там же прошел их юбилейный концерт

С 1967 по 1969 год в ГДР непрерывно росло количество радиопередач, прямо или завуалировано направленных на популяризацию бит-музыки. В этих программах постепенно стали звучать восточногерманские группы, созданные в 1960-е годы, а именно — Gerhard-Stein-Combo, Günther Fischer Quintett, Manfred Ludwig Sextett, Ulrich Gumpert Quintett, Horst Krüger Sextett, Die Alexanders, Joco-dev-sextett, Dres-den-sextett, Reinhard lakomy combo, Music-stromers & Thomas Natschinski.
В Дрездене появилось одно из самых интересных явлений в музыке ГДР — саксонский прогрессив-рок, который представлен коллективами Electra, Lift и Stern-Combo Meißen.
Важную роль в становлении самобытного восточногерманского рока сыграла группа Puhdys. После концерта во время X Всемирного фестиваля молодежи и студентов в Берлине 1973 года Puhdys практически сразу получили культовый статус не только в ГДР, но и в других странах Восточного блока. Их пластинки издавались рекордными тиражами, в том числе в СССР и Чехословакии. К середине 1970-х годов группой заинтересовалась западногерманские лейблы, в 1977 году фирма «Hansa-International» издала англоязычный альбом группы Rock’n’Roll Music, состоящий из кавер-версий западных хитов. Puhdys получили признание на государственном уровне, они были одной из немногих групп, которым было разрешено выезжать в ФРГ, получил звание «Золотого лауреата» телевидения ГДР, в 1982 году ансамблю была присуждена национальная премия ГДР.
Другим основоположником восточногерманского рока была группа Karat, образованная в 1975 году. Группа была образована участниками джаз-рок коллектива Panta rhei, после того как оттуда ушла вокалистка Вероника Фишер. Karat сразу профессионально показал себя в области тяжёлого прогрессива: мелодичные вещи, текстурные клавишно-синтезные отрезки, сменяемые каскадами жестких гитар. Почти хард-роковые номера соседствовали с утонченным прогрессивом.
Также популярностью в ГДР пользовались венгерские, польские и чехословацкие рок-исполнители. Однако их песни исполнялись и записывались на немецком языке. А также исполнители из других социалистических стран. Однако их песни исполнялись и записывались на немецком языке. Например, рок-ансамбль Ялла, выпустил сингл на немецком языке на лейбле «Амига» — Yalla — Wie Schade // Das Wird Ein Tag Sein (7", Single, 4 56 148, 1975).

## Албания
Албания считалась наиболее изолированной восточноевропейской страной. Однако профессор культурных исследований Брюс Ульямс (Bruce Williams) из Университета Уильяма Патерсона отмечает, что несмотря на изоляцию в страну проникала иностранная поп-культура, прежде всего из Италии. Более того, на протяжении 1980-х в Тиране подпольно выступали группы, игравшие запрещенную западную музыку. Эти группы носили название по месту собраний — искусственных водоемов в Тиране — liqeni то есть «озерные». Тем не менее только в 1988 году Aleksander Gjoka провел первый в Албании рок-концерт.

## СССР
Первыми рок хитами в СССР стали «Рок — круглые сутки» и «До скорой встречи, аллигатор» Билла Хейли, менее популярными были Элвис Пресли, Пол Анка и Пэт Боуи (Pat Bowie). Так же были популярны итальянские исполнители, например, Марино Марини — через итальянскую эстраду в СССР попадали западные музыкальные веяния. Дефицит пластинок через которые можно было бы познакомиться с этой музыкой, восполнялся записями «на ребрах».
По мнению Алексея Козлова в СССР, с некоторым опозданием, рок-н-ролл постигла «та же печальная участь», что и на Западе — в начале 60-х он был полностью подменен твистом: все популярные песни, начиная с «Песни о Москве» и «Черного кота», популярные кино-комедии основывались на ритмах твиста.

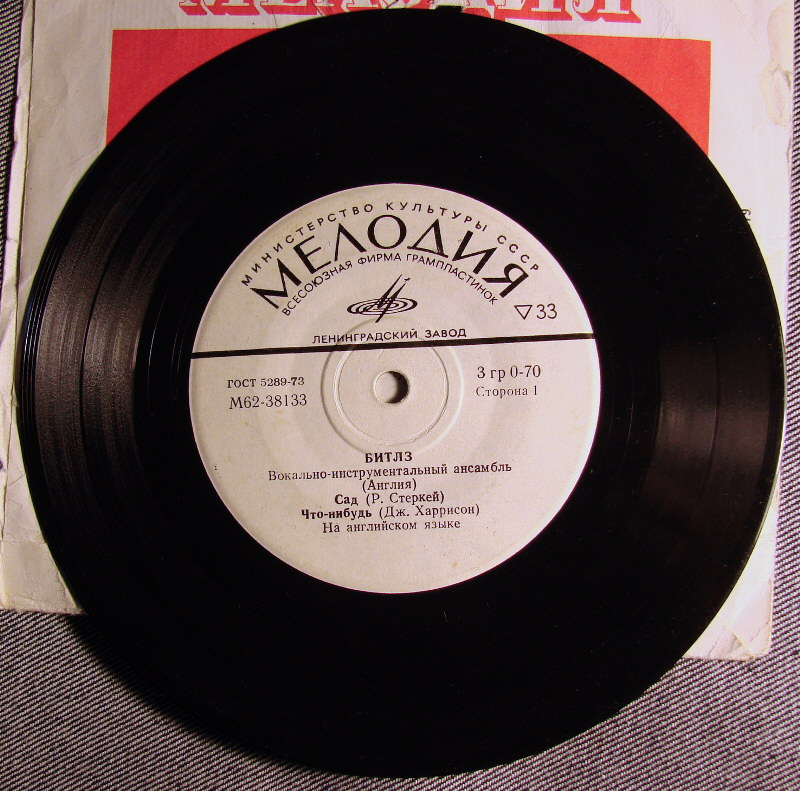
Пластинка фирмы Мелодия с песнями «Вокально-инструментального ансамбля Битлз»

Первая «настоящая» советская рок-группа появилась, как считает критик Артемий Троицкий, в Риге в конце 1961 года. Коллектив назывался «Ревенджерс». Музыканты играли на появившихся в продаже в 61-м году чешских электрогитарах, а бас-гитары делали самостоятельно, используя струны от рояля. В 1963 году появилась первая эстонская рок-группа «Юниоры». Первой московской рок-группой стали просуществовавшие недолгое время «Братья», второй — «Соколы» (они же первыми запели рок на русском языке), а третьей — конкурировавшие с ними «Славяне» Александра Градского. Однако слово «рок» ещё не имело хождения, а все коллективы носили название «биг-бит» или просто «бит». К 1966 году в больших городах существовали десятки «биг-битов». В это же время проходят первые фестивали: в Риге во Дворце спорта сыграли «Мелоди Мейкерз», «Атлатик», «Эолика». В Ленинграде первый концерт прошёл в двухместном кафе «Ровесник». Все эти концерты были нелегальными, но столкновения с властями не возникало. Шаг к официальной адаптации рока был сделан в 1966 году, когда появились группы (ВИА) «Поющие гитары» и «Веселые ребята». Однако они по мнению того же Троицкого представляли лишь «кастрированную» версию рока, поскольку их репертуар состоял из «рутинных поп-песенок». К 1968 году по всей стране возникли бит-клубы, хотя они практически сразу закрывались начальством. В Москве к тому времени существовало уже двести шестьдесят три рок-ансамбля.
Популярными иностранными группами были Beatles и Rolling Stones. В период биг-бита также большой популярностью среди молодежи в СССР пользовались польские группы, такие как «Скальды». Одной из первых групп с самобытным стилем стала Машина времени, в репертуар которой плотно вошли песни на родном языке. В других республиках СССР также появляются коллективы с национальной лирикой: «2 X BBM» в Латвии, в Эстонии «Подвальные звуки», в Ленинграде группа «Санкт-Петербург» Владимира Рекшана. Однако большинство групп ещё продолжали перепевать англоязычные хиты.
Возможно не все фанаты знают, что Олег Газманов стартовал в рок-команде «Атлантик», Юрий Антонов зажигал с легендарным «Араксом», Валерий Сюткин был основателем (ровно 40 лет назад, в 1979) хулиганского совершенно «Телефона», а то, что вытворял Юрий Лоза на сцене в алибасовском «Интеграле» – ураган, в сравнении с коим экзерсисы «Аквариума» и «Машины времени» кажутся карамельными притопами КСПшного разлива.
Впрочем, тот же Александр Буйнов мне говорил: «Я же недалеко от рок-н-рола ушел».
Крис Кельми: «И „Ночное рандеву“ – это попса? Ну, какая же это попса? Не знаю. Тогда битловская Michelle тоже попса».
Телевидение и радио, граммзапись и филармонические концерты — все эти сферы были долгое время полностью недоступны для рок-групп, вместо которых, к концу 60-х годов, на официальной поверхности сформировался некий суррогат — так называемые ВИА. Это были эстрадные ансамбли, по составу инструментов напоминавшие рок-группу („ритм-гитара“, „лидер-гитара“, бас-гитара и ударные), но исполнявшие песни советских композиторов, то есть — членов Союза композиторов СССР. Их деятельность, репертуар, поведение на сцене и все прочее — строго контролировались идеологическими подразделениями ЦК КПСС.Алексей Козлов, «Рок: истоки и развитие» (Третье издание)
В конце 1971 года в Горьком прошёл санкционированный властями фестиваль «Серебряные струны», где «Скоморохи» поделили первое место с ансамблем «Ариэль», игравшем «электрические» адаптации русских народных песен. Подобные адаптации стали очень популярными и получили признание на официальном уровне — самым популярным фолк-коллективом стали Песняры, чьи пластинки продавались миллионными тиражами, в середине десятилетия «Песняры» стали первым ВИА, выехавшим с гастролями в США. В 1976 году Клифф Ричард дал 12 концертов в Ленинграде и Москве. В 1975 году вместе с Балетом Джоффри СССР посетила американская рок-группа Vegetables, а через год другой коллектив из США — Nitty Gritty Dirt Band — который выступил в РСФСР, Армении, Грузии и Латвии. Так же в 70-х годах СССР в качестве туриста несколько раз посетил Дэвид Боуи, второй раз он приезжал вместе с Игги Попом. В 1979 году в Ленинграде начались
советские гастроли Элтона Джона.
Со второй половины 1970-х годов ведущих советских ВИА все больше обращаются к крупным музыкально-эстрадным формам, таким как рок-опера и рок-мюзикл. В области крупных форм работали два московских ансамбля «Музыка» и «Аракс». В выпуске «Советской культуры» от 1 августа 1978 в рубрике «Вокально-инструментальные ансамбли: мода или тенденция?» года Александр Градский пишет: «Для меня советский бит — объективная и уже около десяти лет существующая реальность, которую создают на профессиональной сцене как джаз-рок А. Козлова и ансамбль „Скоморохи“, в котором я участвую, так и некоторые самодеятельные бит-группы, в которых, как ни странно, играют многие профессиональные музыканты». Как отмечает Алексей Козлов, арт-рок, классик-рок, джаз-рок и фьюжн по-настоящему развились в конце 70-х и в 80-е годы, когда небольшая часть наиболее профессиональных групп пробилась на официальную филармоническую сцену. Здесь пионерами были такие коллективы как «Арсенал», «Радар», «Гюнеш», «Магнетик бэнд», «Махавок», «Автограф», «Диалог», «Водограй».
Важным элементом в музыкальной жизни 70-х стало распространение магнитофонных записей, так называемый магнитиздат. Так же распространению информации о роке способствовал самиздат. Первым самодеятельным рок-журналом был «Бит-Эхо», который появился в 1967 году. Далее следует почти десятилетний перерыв, после которого в 1977 году появляется ленинградский Рокси. В Москве в 1981 году появляется Зеркало. В Алма-Ате ЗГГА, в Каунасе АУ.
В Москве 70-х по словам Артемия Троицкого популярными стали подпольные «сейшены» — концерты, проходившие в небольших клубах и ДК. Наиболее популярными участниками сейшенов стали группы «Удачное приобретение» Алексея Белова, ориентировавшиеся на англо-американский блюзовый материал, «Високосное лето» Александра Ситковецкого и Криса Кельми, игравшие арт-рок-музыку, а также коллектив Стаса Намина «Цветы». В дальнейшем фирма Мелодия выпустила две пластинки Цветов.
В 1978 году проходит рок-фестиваль в Черноголовке, где участвовали лучшие коллективы Москвы, Прибалтики и Свердловска. Председателем жюри был Юрий Саульский, а заместителем Игорь Якушенко. Первое место, как и через полгода в Тбилиси, поделили Машина времени и Магнетик бэнд, третье досталось Високосному лету В 1980 году проходит фестиваль в Тбилиси, который, как напишет Артемий Троицкий, ознаменовал «эру расцвета рока на официальных основаниях». В центральной прессе появилось много хвалебных статей о роке. Такая смена политики властей по мнению Троицкого связана в том числе и с причинами экономического характера, поскольку ВИА надоели молодежи, из-за чего филармонии терпели убытки.
Алексей Козлов писал в третьем издании книги «Рок. Истоки и развитие»: «В 80-е годы рок-музыка в СССР претерпела колоссальные изменения. Сперва произошел заметный взлет активности в рок-андеграунде. Затем, во второй половине 80-х начались послабления, коммерциализация наиболее известных групп и, как следствие постепенное перерождение отечественной рок-музыки в обычную „попсу“».

### Прибалтика
В 1970-х годах Эстония была одним из центров советской рок-культуры. Здесь рок развивался при полной поддержке власти, телевидения и прессы, сотрудничая с Союзом композиторов. Иностранные пластинки попадали в республику через Финляндию, по воспоминаниям, меломания так же как и в остальном СССР, началась с записей Марино Марини, который дал в Эстонии несколько концертов (первый состоялся в 1963 году). Близость к Финляндии позволяла также принимать финский теле- и радиосигнал, приобщаясь к западной музыке. Гитары покупались, либо чешские и гдровские в магазинах (но стоили они весьма дорого и достать их было непросто), либо делались неофициально на заказ — например, известность получили инструменты Геннадия Йотаутаса. Эстонское отделение Мелодии выпустило в начале 80-х пластинки Свена Грюнберга, Магнетик бэнд, «Руя» (Ruja), «Касеке» (Kaseke), Мюзик Сейф. Таллинская киностудия сняла мелодраму «Шлягер этого лета», где появились все известные эстонские рок-группы.

Группа «Оптимисты» и их двенадцатилетний барабанщик

Первым эстонским бит-квартетом стали Juuniorid («Юниоры»), появившиеся в 1963 году. Примером для подражания Юниоров были Битлз, кроме бит-музыки они играли румбу, боссанову, рок-н-ролл, дерзкие и хулиганские инструментальные пьесы. Группа быстро распалась, прекратив своё существование в 1965 году . Двое участников Juuniorid, братья Тоомас Кырвитс (гитара) и Харри Кырвитс (ударные) в том же 1965 году стали участниками одной из самых известных эстонских бит-групп 60-х — Optimistid («Оптимисты»). Они отличались от многих коллективов тем, что участникам было за двадцать лет (а в тот период группы образовывались в основном из подростков), и тем, что все участники, кроме барабанщика (которому было всего 12 лет), имели музыкальное образование. Карьеру группа начала под названием Reval, и под этим именем выступила в Москве на Всесоюзной выставке лёгкой промышленности в качестве музыкального сопровождения показов Таллинского дома моделей. Но перед общенациональным музыкальным конкурсом, который в 1966 году проводило эстонское телевидение, выяснилось, что такое название носило подразделение СС, поэтому группа, решив не унывать по этому поводу, назвалась «Оптимистами». В конце 60-х «Оптимисты» гастролировали по Грузии и имели большой успех в Батуми, но 1969 году группа распалась.

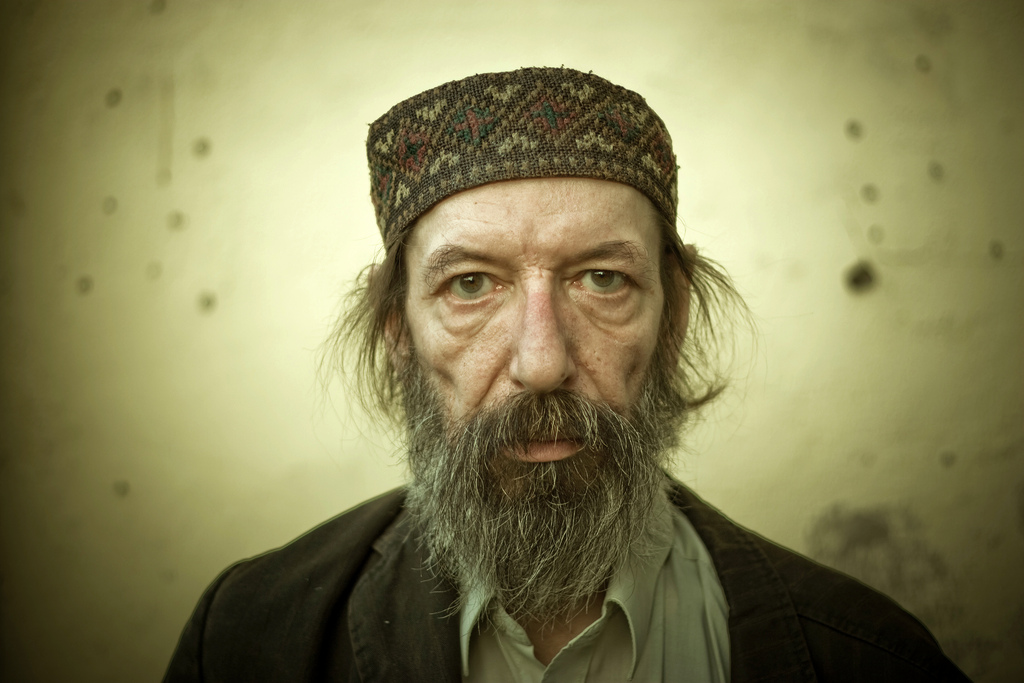
Петер Волконский — харизматичный фронтмен группы Propeller (ансамбль), потомок Софьи Палеолог и Михаила Ломоносова

Музыка эстонских рок-коллективов отличалась исполнительским мастерством, однако в ней не было какого-либо социального протеста. С 1979 года в Тарту проходили рок-фестивали, открывшие широкой публике творчество таких коллективов как «Ин Спе» (In Spe), «Пропеллер» (вместе Петером Волконским), «Касеке», «Радар», «Контор», группа Харди Волмера. Очень популярна была группа, которую создали участники Ruja и Optimistid «Рок-Отель». В 70—80-е годы популярным становится таллинский коллектив Апельсин. В 1968 году в Таллине выступала финская рок-группа Ernos, позднее советский эстонский певец Яак Йоала сделал кавер-версию их песни «Мария Луиза». В 1982 году в Таллине записала подпольный альбом группа Трубный зов — первая советская группа, игравшая христианский рок. В 1984 году вышел фильм Нужна солистка с участием групп «Опус», «Эолика», «Далдери» и «Ливы».

Статья о латышской группе Мартиньша Браунса Ziemeļblāzma Северное сияние в польском журнале Панорама (журнал, Польша) за 1975 год

Артемий Троицкий считает, что первым рок-исполнителем в Латвии и в СССР был Валерий «Сэйски» Сайфудинов, создатель группы Revengers, позднее эмигрировавший в США. Среди латвийских групп 1960-х выделялись 2xBBM композитора Иманта Калныньша, Melody Makers, Natural Product Пита Андерсона, Cathedrals, Apples, Dreamers. Эти коллективы исполняли в основном хиты западных рок-групп, а попытки «Cathedrals» и «2 ВВМ» выступать с собственным репертуаром закончились запретом этих команд и прекращением их деятельности. Однако группы, сочинявшие свои песни, такие как бит-бэнд «Минуэт», все-таки появлялись на сцене. В 1971 году Минуэт победил на международном фестивале «Золотая осень» в Баку.
Примечательно, что позднее в Латвии сложилась необычная ситуация, когда рок-группы финансировались богатыми колхозами. Колхозы покупали аппаратуру и предоставляли место для репетиций, а группы гастролировали от их имени, принося им денежную прибыль. Подобным образом работал, например, ансамбль «Sipoli» Такая форма взаимоотношений привлекла и профессиональных музыкантов, ранее сотрудничавших с государственными концертными организациями. В 80-х годах при Рижском горкоме комсомола возник второй в СССР рок-клуб, где играли Пит Андерсон с группой «Архив», «Поезд ушел», «Атональный синдром», «Тилтс», ЗГА, Жёлтые почтальоны, Ливы. Кроме того, латышские коллективы появлялись и за пределами СССР, например в Швеции была создана группа Dundurs (латыш. Овод), где барабанщиком был поэт Юрис Кронбергс, родившийся в семье латышских эмигрантов. В 1980 году группы Tip-Top и Sipoli (лидер Мартиньш Браунс) выступили на фестивале Тбилиси-80.
С 1964 года в Латвии проводился фестиваль «Лиепаяс Дзинтарс», который изначально не имел определённого жанрового направления, но постепенно там стали превалировать рок-группы. Однако партийное руководство не всегда благосклонно относилось к рок-музыкантам, поэтому фестиваль не проводился в периоды 1977—1978 годов и 1981—1986 годов.

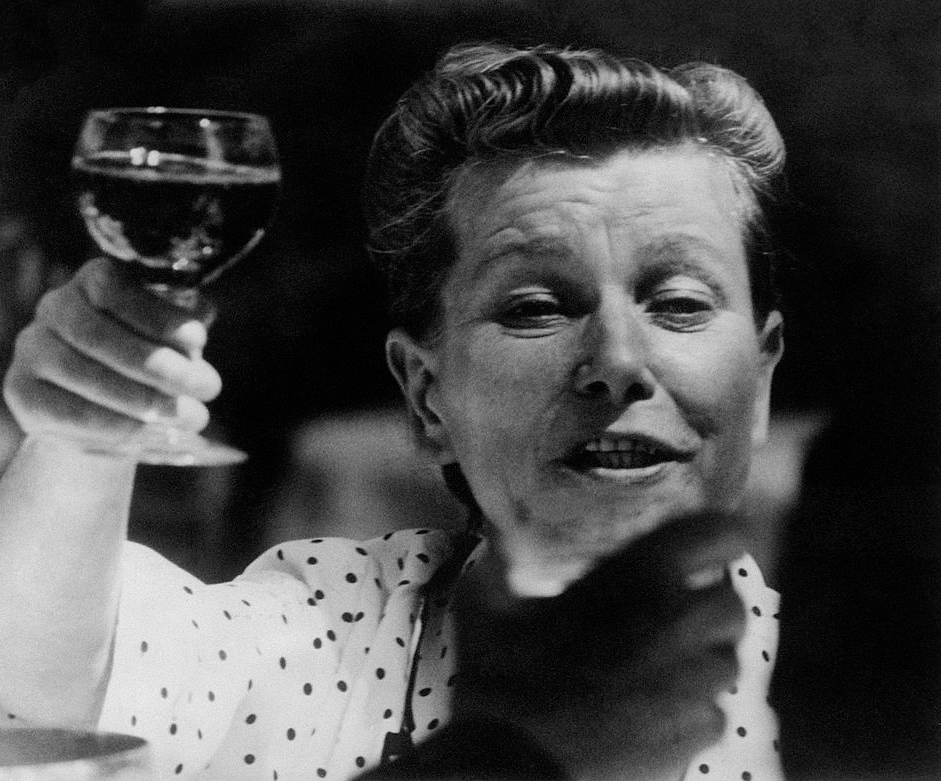
По воспоминаниям Алиуса «Люки» Татарскиса, барабанщика группы «Kertukai», после концерта в честь Екатерины Фурцевой, который проходил в каунасском кафе-баре Orbita, гитарист группы Видмантас Юронис, взяв в зубы красную розу, подошёл к министру. Фурцева приняла цветок и подарила ему танец.

В 60-е годы в Литве были популярны коллективы Gėlių Vaikai («Дети Цветов»), Aitvarai и Kertukai (вместе с которыми одно время выступала певица Янина Мищюкайте). В 1968 году Kertukai — группа из Каунасского политехнического института — победили на конкурсе «Gintarinėje triūboje» («Янтарные трубы»). Когда Литву посетила министр культуры СССР Екатерина Фурцева, администрация Каунаса позвала Kertukai участвовать в концерте в честь её приезда, что способствовало дальнейшему росту популярности группы. Одной из узнаваемых песен Kertukai стала «Mes ne Bitlai» («Мы не Битлз»). Одним из первых бит-коллективов в Вильнюсе были «Antaneliai», которых собрал композитор Кястутис Антанелис. Официально группа носила название «Кекштай», но в народе прижилось созвучное фамилии её лидера прозвище «Антанеляй».
В 1971 году в Вильнюсской художественной академии Кястутис Антанелис поставил литовскую версию рок-оперы Иисус Христос Суперзвезда. В том же 1971 году в одном из вильнюсских ресторанов проходит нелегальный рок-фестиваль, также известный под названием «Съезда хиппи Балтийских стран» или «Съезда 300 хиппи СССР». 14 мая 1972 году в Каунасском городском саду у Музыкального театра девятнадцатилетний Ромас Каланта облился бензином и с возгласом «Свободу Литве!» поджег себя — это событие и последовавшие за ним беспорядки и столкновения молодежи с милицией заставили государство сильнее контролировать её жизнь и музыкальные вкусы. Тем не менее, что-то удавалось делать и в таких условиях — например, композитор Гядрюс Купрявичюс поставил рок-оперу «Ugnies medžioklė» («Загонщики огня»), премьера которой состоялась в 1974 году в Латвии, и в 1976 году в Литве. Сам Купрявичюс с 1979 году работал с группой «Argo».
В 80-е годы отношение властей к литовской рок-музыке вновь потеплело. Роль организатора концертов взял на себя любитель рока Римас Гудавичюс — секретарь комитета комсомола Вильнюсского инженерно-строительного института. Из среды студентов ВИСИ вышли Hiperbole («Гипербола») и Saules laikrodis («Солнечные часы»). В 1982 году участники Гиперболы стали лауреатами Фестиваля студенческих коллективов социалистических стран в Ереване, а в 1984 году группа распалась. Saules laikrodis, тяготевшие к инструментальному року, победили на одном из первых в Литве рок-фестивалей «Опус-80». Позже один из основателей коллектива, Гинтаутас Ракаускас, будет играть в группе Антис. В 1986 году вместо фестиваля «Опус», который не проводился с 1982 года появился рок-фестиваль «Литуаника», где выдвинулись группы Foje Андрюса Мамонтоваса и команда архитекторов Antis («Утка»).

### Другие республики

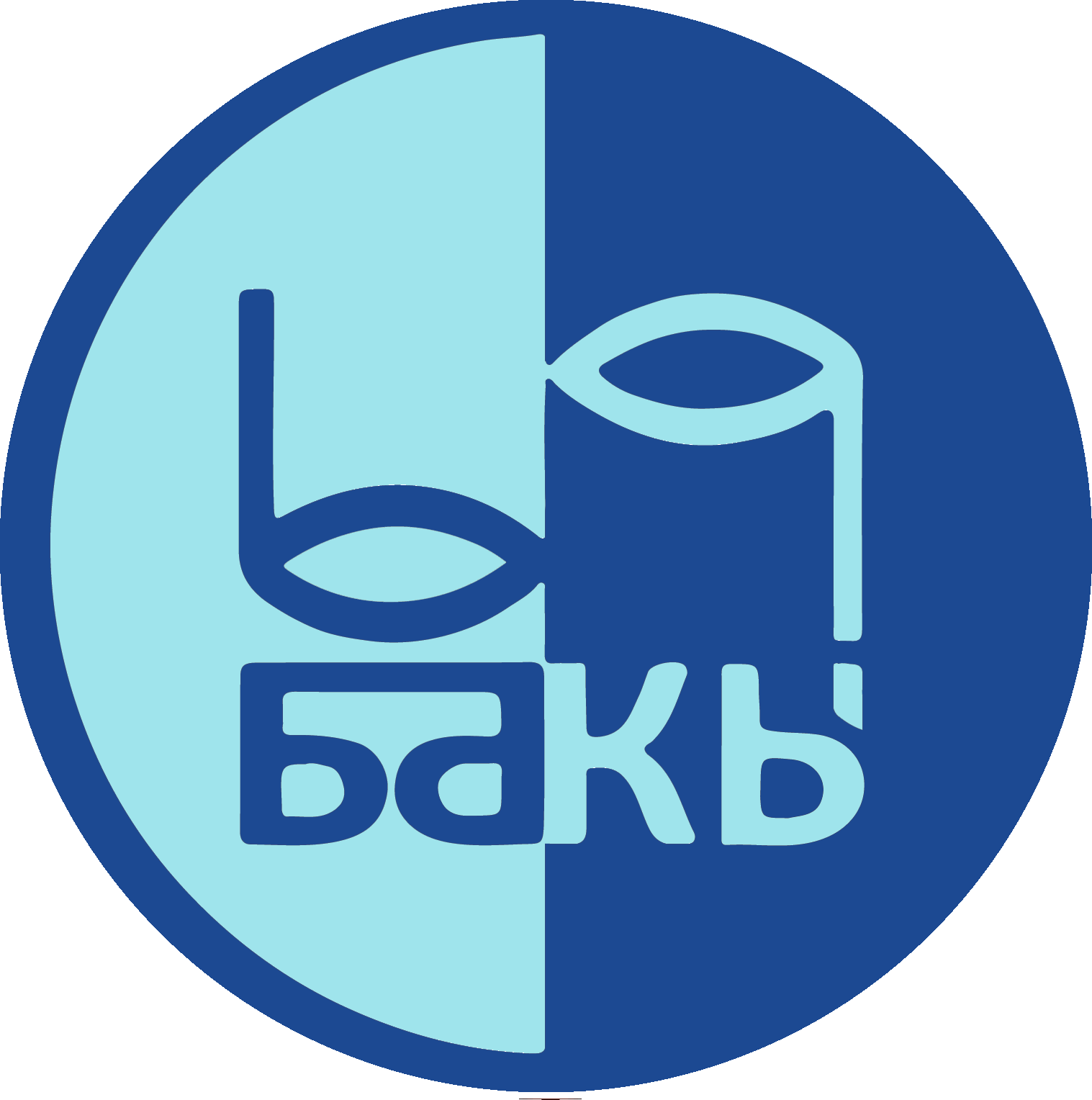
Эмблема фестиваля Золотая осень-69, проходившего в Баку

В Азербайджане рок-музыканты появляются в середине 60-х. При поддержке комсомольсокго руководства здесь проводились многочисленные музыкальные конкурсы молодежи, самым крупным из которых стал фестиваль «Золотая осень» в Баку, где были представлены жанры от джаза до народной музыки. Наиболее известными самодеятельными ансамблями того периода были Хуррамиты, Эскулап, Экспресс-118, Бязявянг, образованные при различных вузах, и играющие софт-рок и ритм-энд-блюз. Лидером среди них была группа Цвет. В 70-е годы самыми заметными группами были Эксперимент ОК (ставшая своеобразной лабораторией композитора Октая Кязимова) и Ашуги. В этот период отоношение руководства к рок-музыке становится менее лояльным, однако в отличие от Москвы и Ленинграда, в Азербайджане не образовалось рок-андеграунда. В этот период самобытностью отличается Васиф Ахундов с ансамблями Раст и Сирдаш. В 80-х годах выделились ансамбль Талисман и Гюнель (руководитель Рафаэль Ахундов).
В Армении в 60-х годах появляется хард-роковое трио «1+2». С 1970 по 1972 годы в Ереванском Дворце тяжёлой атлетики проходили концерты, давшие импульс к развитию армянского рок-движения. Однако позднее ввиду негативного отношения к року руководства республики рок-н-ролльная жизнь уходит в подполье, а далее и вовсе затихает, возрожаясь лишь во второй половине 80-х.
Грузинские рок-исполнители, по мнению Артемия Троицкого, легко взаимодействовали с официальными музыкальными направлениями и регулярно пополняли составы эстардных ансамблей, таких как Рэро, Орэра, Иверия, ВИА-75. При этом «стиль ВИА» был «почетен и популярен». Первая подпольная рок-группа Квадрат, созданная Валерием Кочаровым и Мишико Папхадзе, появилась в 1970 году. В 1980 году Кочаров организовал группу Блитц, которая завоевала приз зрительских симпатий на фестивале Тбилиси-80.
В Казахстане на рубеже 70-х появились группы Альтаир, Искатели, Оптимисты. Первым официальным ВИА стала группа Дос-Мукасан. В Казахстане начинала группа Интеграл, в которой тогда играли Бари Алибасов и Юрий Лоза. В Туркмении тон на многие годы задал ансамбль Гюнеш, исполнявший произведения туркменских авторов в восточно-джаз-роковой аранжировке.

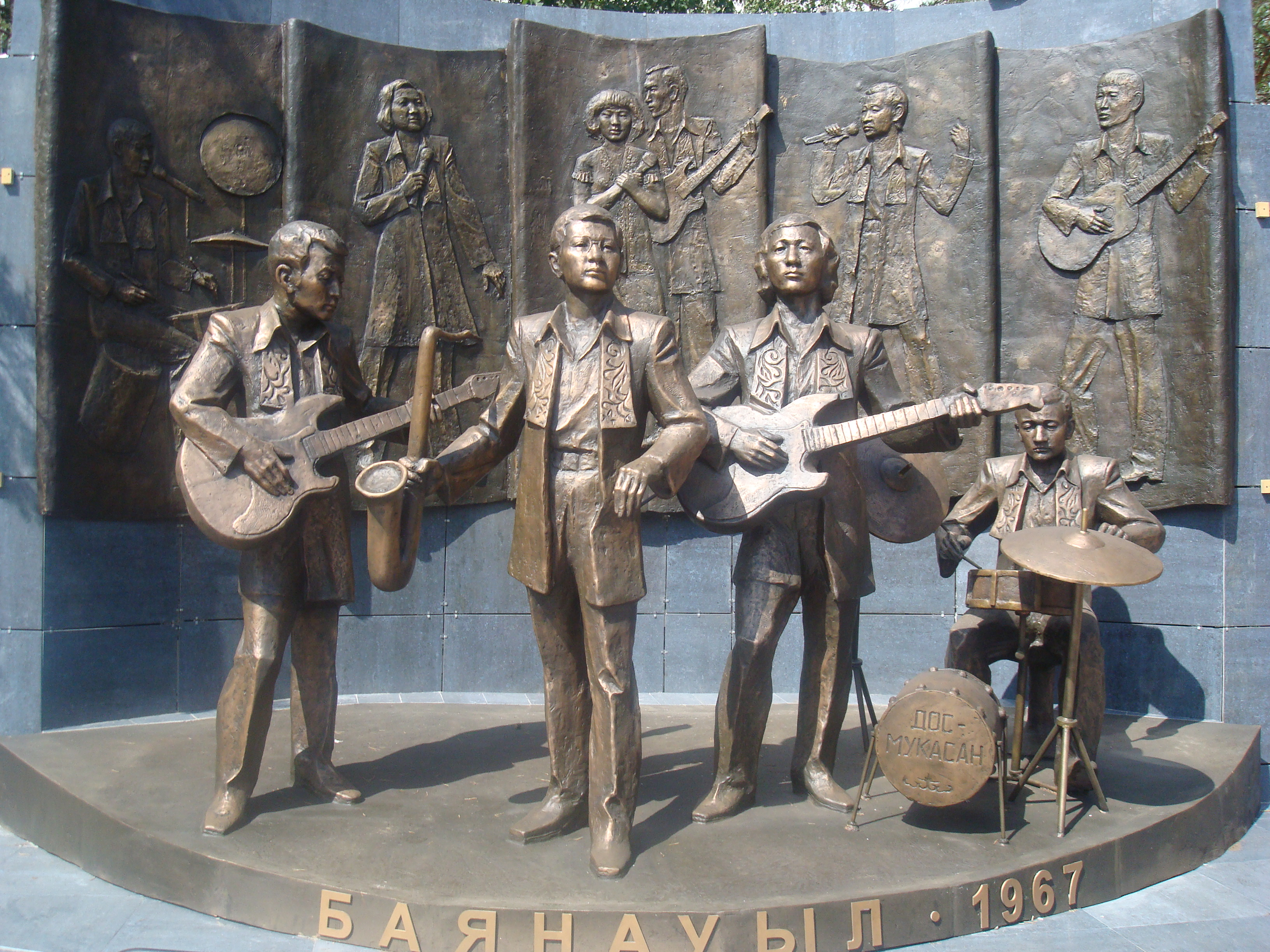
Памятник группе Дос-Мукасан в Павлодаре. Скульптор Ескен Сергебаев

Первая узбекская рок-группа «Киберги» появилась 6 марта 1967 года, а прекратила существование в 1971 году (в 1973 году часть участников проедет с гастролями по Таджикистану). Многие группы создаются в студенческой среде. В 1968 году в Ташкенстком политехническом институте появляется группа «Сигма», в Институте народного хозяйства группа «Спектр», вокалисткой которой была Наталья Нурмухамедова. Широкой известности добилась группа из Институа физкультуры «Скифы». В 70-х годах музыкальные коллективы обращаются к фольклору, пытаясь также найти точки соприкосновения с другими жанрами, например, с джазом. Благодаря джазовому фестивалю в Фергане прославилась группа Сато. В 1971 году сразу два узбекских ансамбля Квазары и Ялла — становтся лауреатами конкурса Алло, мы ищем таланты! В 1979 году дебютировала группа Азия. В 80-х годах появляются группы, играющие хэви-метал: Стекло, Рейс 09, Домашняя работа, Дау-Метал.
Одной из первых украинских бит-групп были Онсе. В 1968 году в Киеве прошёл фестиваль «Биг-бит». Среди украинских рок-групп 60-х выделялись коллективы «Березень», солистом которой выступала Нина Матвиенко, и «Еней» (русс. «Эней»). Березень исполняли песни собственного сочинения на лирику Леси Украинки. Участники Енея, чье творчество черпало вдохновение в музыке Beatles, Deep Purple, Led Zeppelin, Chicago, польских Czerwone gitary, No To Co, венгерских Omega и Illés, старались противопоставить свою музыку официальной эстраде. Начало 70-х годов — время расцвета украинских ансамблей. Большую популярность получают песни Владимира Ивасюка «Червона рута» и «Водограй». Однако после смещения первого секретаря ЦК КПУ Петра Шелеста, в культурной жизни республики наступает похолодание. В это время появляются фольклорные ансамбли, такие как Кобза и Дзвони. В 80-х годах известной становится джаз-рок группа Крок.
По мнению энциклопедии Артемия Троицкого датой рождения белорусского рока можно считать 1 сентября 1969 года, когда появился фолк-ансамбль Песняры. В «Советской культуре» в рубрике «Вокально-инструментальные ансамбли: мода или тенденция?» руководитель песняров Владимир Мулявин писал: «С первых шагов, с тех ещё времен, когда мы назывались „Лявонами“ и готовили свою первую программу, мы считали главным для себя не только развлекать, но и заставлять думать о серьёзных, больших и тревожных проблемах и, во-вторых, искать свой неповторимый облик. Не работать „под“ пусть очень талантливых, очень прославленных музыкантов. Тем неиссякаемым источником, который помогал и помогает нам двигаться к двум этим главным для нас целям, стала народная белорусская песня». Кроме Песняров к народной музыке обращались ансамбли Верасы и Сябры. Интерес представляют рок-оратории Владимира Курьяна, и попытка группы Сузорье переработать музыку Полоцкой тетради. Одно из легендарных событий произошло 12-14 апреля 1968 года в Минске — в помещении радиотехнического института по улице Пятруся Бровки состоялся 1-й Белорусский биг-бит фестиваль, о котором студия «Беларусьфильм» сняла короткую документальную ленту.
В РСФСР основными центрами рок-музыки стали Москва, Ленинград и Свердловск. Согласно списку, приведенному Алексеем Козловым, «наиболее широко» в середине 80-х русский рок был представлен на уровне андеграунда, где сформировалось много высокопрофессиональных коллективов, не ставивших своей задачей выход на официальную сцену: «Горизонт», «Урфин Джюс», «Настя», «Наутилус Помпилиус», «Чайф», «Калинов мост», «Аквариум», «Кино», «Алиса», «ДДТ», «Странные игры», «Телевизор», «Зоопарк», «Поп-механика», «Ва-банк», «Крематорий», «Звуки Му», «Николай Коперник», «Динамик».

## Рок-критика и рок-журналистика
Поддержать разговор о том, чем девушка занималась, чем увлекалась, я не мог. Но жизнь бывает добра к влюбленным! Я заметил на полке польскую пластинку бит-группы «Скальды». И, попросив поставить её, показал, что есть и у меня музыкальное увлечение. <...> Откуда же я биг-бит знаю? Из своей жизни. Бит «наложился» на неё, а она — на бит. В этом все дело. В четырнадцать лет начались мои первые нелады с миром, (у кого их нет?). И, чтобы выразить накопившееся в душе, не имея собственного голоса, я «врубал» до отказа регулятор громкости радиолы для мужественного низкого голоса Герберта Рида. «Шестнадцать тонн»— на пластинке из серии «Вокруг света»— как все это было давно! Очереди за этими пластинками в ГУМе. Лихие на вид парни в ярких шарфах, воровато оглядываясь, предлагали «пленки на костях»; «Рубль штука. Модерн! «Рок вокруг часов!» Билл Хэйли! Есть Армстронг. Берешь?» И все это продается вперемежку — джаз и рок. И все это предлагается шепотом, и сердце мое четырнадцатилетнее трепещет. А потом из окна на улицу «на всю катушку»: «Рок эраунд зэ клок!» Весело!С. Бурмистров, Журнал «Юность» №2, февраль 1974 года
Из работ, посвященных рок-музыке и её звукозаписи в странах Центрально-Восточной Европы, можно назвать исследования болгарских (І. Борислава, П. Гофман, Г. Гълов, Й. Рупчев, Р. Стателова, Ч. Чендов и др.), венгерских (A. Szemere, M. Sági и др.), сербских (D. Antonić, D. Djokic, D. Štrbac, P. Janjatović, A. Misirlić, Ž. Ivković, B. Mijatović, D. Pavlov, D. Šunjka, A. Žikić, V. Stanojević и др.), немецких (R. Bratfisch, M. Brüll, B. Meyer-Rähnitz, B. Rauhut, M. Rauhut, P. Wicke, F. Wonneberg и др.), польских (A. Zamoyski, W. Panek, W. Królikowski, P. Zieliński, T. Toborek, L. Gnoiński, J. Skaradzińsk, J. Kawecki, J. Sadłowski, M. Ćwikła, G. Michalski, M. Majewski, E. Obniska, A. Stankeiwicz, H. Swolkień, J. Waldorff и др.), румынских (C. Fotea, D. Ionescu, C. Preda Ionescu и др.), чешских и словацких (M. Balák, T. Berka, L. Burlas, L. Dorůžka, Z. Drotárová, G. Gilányi, D. Hevier, M. Jaslovský, Ľ. Jurík, Y. Kajanová, O. Konrád, J. Kotek, J. Kůda, J. Kytnar, V. Lindaur, D. Mácha, P. Macek, I. Mareková, E. Mikanová, L. Mokrý, A. Opekar, J. Plocek, O. Rehák, M. Remešová, L. Rott, D. Šuhajda, M. Titzlová, M. Tesař, V. Vlasák, J. Vlček, M. Vobliza, J. Vondrák, J. Vysloužil, F. Frešo, J. Fukač и др.) и других авторов.

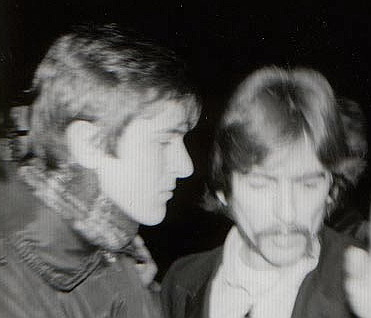
Югославский журналист Велко Деспот (слева) и Джордж Харрисон, 1967 год

В Югославии о рок-культуре активно писал журналист Велко Деспот. Его интервью с Битлз появилось в Plavi vjesnik 17 апреля 1967 году.
В конце 60-х публикации Деспота появились в ряде хорватских изданий, включая Arena, Studio, и Vjesnik, где печатались его интервью с Pink Floyd, The Hollies, Bee Gees, The Rolling Stones, Led Zeppelin, Марком Боланом, и The Who. Деспот посещал записи Sgt. Pepper’s Lonely Hearts Club Band (1967), Let It Bleed (1969), Ummagumma 1969) и Homo volans (Загреб, 1973). В 1968 году основал фан-клуб Битлз в Загребе. Стал сооснователем загребского журнала «Pop Express» (1969—1970). С 1971 году печатался в New Musical Express.
Первым советским опытом рок-журналистики можно считать книгу доктора философских наук, профессора журналистики Олега Александровича Феофанова «Тигр в гитаре», напечатанную в 1969 году. В 1975 году вышла её переработанная и дополненная версия «Музыка бунта», а в 1978 году фактически третье издание с новым названием — «Рок-музыка вчера и сегодня». В 1978 году эстонский альт-саксофонист, композитор и музыковед, один из ведущих джазовых теоретиков Эстонии Оякяэр Вальтер выпускает книгу «Поп-музыка» (Popmuusikast) на эстонском языке. В 1962 году при Комитете молодёжных организаций был создан журнал «Ровесник», который стал для советских подростков проводником западной культуры.
Важной вехой стали статьи А. Троицкого «Пятерка темно-лиловых», опубликованная в 1975 году в «Ровеснике», и в 1978 году «Взлет и падениетя тяжелого рока» в журнале «Клуб и художественная самодеятельность». Об этом периоде Троицкий вспоминает так: «Раньше, когда я писал в „Ровесник“, выходивший тиражом около миллиона экземпляров, я знал, что мою статью прочтут фактически все советские меломаны. То есть, эффект воздействия был 100 %. А сейчас, ну, напишу я о своем любимом Алане Веге и группе Suicide, кто это прочтет? Текст в Интернете осилят, скажем, 20-30 тысяч человек, а я, честно говоря, избалован совершенно другими показателями». В 1980-е годы рок-журналистика в СССР сильно изменилась. Широко распространилась практика рок-самиздата. Появилось большое количество самодельных «журналов», чаще всего отпечатанных на машинке.
В советской печати с середины 1960-х до начала 1980-х годов весьма интересные материалы (в оригинале и переводные) о поп-, рок- и диско-музыке публиковали советские и восточно-европейские авторы. Анализ массива публикаций в период с 1958 по 1982 год показывает, что на русском языке всего было опубликовано более 660 статей и заметок о 290 композиторах, исполнителях и музыкальных коллективах из стран социалистического содружества (включая Кубу). Однако до конца 1970-х годов общее число публикаций о рок-музыке не превышало полусотни, что объясняется малой значимостью этого феномена, который воспринимался как маргинальное и временное явление, для официального дискурса. Термин рок до начала 80-х использовался в советской печати крайне редко, в основном это направление обозначалось как «поп культура», причем в ранний период подчеркивался коммерческий характер этой музыки и её апелляция к чувственной, преимущественно, эротической сфере слушателя. Одним из первых материалов употреблявших термин рок была статья Р. Костелянеца «Новый рок: музыка или шум?» в августовском номере журнала Америка за 1969 год, где автор рассматривает связь рока с социальными процессами и называет его «рупором молодежи». В 1982 году увидел свет первый русскоязычный опыт «наукообразного» осмысления рока — статья Дмитрия Ухова в журнале Иностранная литература (Ухов Д. Рок-музыка. взгляд из 80-х // Иностранная литература. — 1982. — № 4. — С. 228—239.)
Из представителей Восточной Европы больше всего информационных материалов связано с Карелом Готтом (ЧССР — 27) и Анной Герман (ПНР — 27), затем со значительным отрывом следуют публикации о Чеславе Немене (ПНР — 13), Марыле Родович (ПНР — 12), Лили Ивановой (НРБ — 12), Джордже Марьяновиче (СФРЮ — 10), Гелене Вондрачковой (ЧССР-9) и Марцеле Лайферовой (ЧССР — 9), Радмиле Караклаич (СФРЮ — 8). Из групп первенство у восточно-германской Пудис (9), венгерских Локомотив ГТ (9) и Омега (8), а также польской Червоны гитары (8). Информация об остальных восточно-европейских поп-, рок- и диско-музыкантах была представлена в указанный период для советского меломана в объёме от одной до шести статей. Из восточно-европейских авторов наибольшее количество русскоязычных информационно-музыкальных материалов от чехословацкой журналистки Й.Шварцовой (23) и венгерской — А.Салаи (4), а среди советских музыкальных обозревателей наивысший показатель статей о поп-музыкантах из бывшего соцлагеря у В.Осокина (11) и С.Чекрыгиной (10). Львовский автор Ю. Перетятько отмечает, что журнал «Melodie» (ЧССР) в конце 1960-х годов львовяне имели возможность заказать по почтовой подписке. Однако наибольшим спросом среди филофонистов пользовался югославский «Džuboks» (джубокс — игра слов от «Juke-box» и «Yugoslavia»), который выходил на сербском языке и просуществовал с 1966—1970 годов и 1974—1985 годов. Достать это издание в СССР, среди других музыкальных журналов социалистических стран, было сложнее всего. Поэтому основным источником оставались «многочисленные польские издания, которые маленькими кусочками давали возможность доступа к информации о роке».
В социалистических странах, в отличие от СССР, выходило достаточно много молодёжных журналов с досточно обширными публикациями о рок-музыке. Наибольшее число музыкальных журналов издавалось в Югославии: в 1961 году издан первый номер музыкального журнала «Ritam» (Нови-Сад); в 1965 году основан бит-журнал «Džuboks» (Белград); в 1969 году начат выпуск журнала о рок-музыке «Pop Express» (Загреб); в 1970-е годы издавались «Mladost», «Gledista», «Ideje»; с 1982 году начинает выходить специализированный журнал «Rock»; в 1992 году основан журнал «Hard Metal» (Нови-Сад), посвященный «тяжелым» поджанрам рок-музыки; в 1994 году вышли первые выпуски «YU Rock Magazin» (последнее югославское федеральное специализированное музыкальное издание).
В Чехословакии материалы о рок-музыке публиковали журналы «Melodie» и «Mladý svět», освещая появление таких групп как Beatles и Rolling Stones Другие специализированные журналы — «Melodie» (1963—2000), «Gramorevue» (1965—1993), «Scéna» (1976—1992), «Populár» (1970—1989), «Rock & Pop» (1990—1992), «Hitbox» (1990—2013), посвященных популярной музыке. В журнале «Melodie» существовал специальный раздел «В помощь дискотекам», где рассказывалось о новых грампластинках, исполнителях, аранжировщиках. Сведения об исполнителях публиковались на конвертах пластинок. Такие газеты и журналы, как «Mladý svět» (с 1958 года), «Mladá fronta Dnes» (с 1945 года), «Květy», «Světlo v obrazeh» и некоторые другие, размещали информацию об ансамблях и певцах.
В других соцстранах также существовали журналы, отдельные из которых было возможно приобрести через «Союзпечать» (венгерские «Hanglemezek» и «Ifju kommunista», восточно-немецкие «Junge Generation», «Jugend und Technik», «Hi fi-stereophonie», «Fono Forum», «Melodie und Rhythmus», болгарские «Младеж», «Комсомолски живот», «Наука и техника за младежта», польские «Zarzewie», «Nowa wies», румынские «Tanarul leninist», «Viata studenteaѕса» и др.). С начала 1980-х годов в ПНР создана «Национальная фонотека» и с этого времени в городке Калиш начал выходить специальный печатный орган — «Джаз» (позднее изменил название на «Magazyn muzyczny») [2]. В польском журнале «Панорама», который продавался в советских киосках, было много статей о польском бите (Czerwone gitary, Skaldowie, NIebiesko czarni, Чеслав Немен, No To Co, Trubadurzy, Breakout), а на последней странице, кроме The Beatles, печатались фонографии других западных рок-звезд конца 1960-х — начала 1970-х годов, таких как The Animals, Shocking Blue, Гари Глиттер, и некоторых других.

## Отражение в культуре
Чехословацкому року 1960-х посвящена написанная в 2006 года пьеса «Rock’n’Roll» британского драматурга чешского происхождения Тома Стоппарда, где основной конфликт разворачивается между чешским фанатом рока студентом Яном, испытавшем дома в 1968 году. преследования за свои прогрессивные мысли, и его английским преподавателем марксизма.
В 2011 году Радио и телевидение Сербии показало 40-серийный документальный фильм Rockovnik об истории югославского рока, охватившей период от конца 1950-х годов до 2000-го года. Название фильма обыгрывает слова рок и роковник (серб. «дневник»). В 2017 году был выпущен снимавшийся 10 лет документальный фильм режиссёра Джима Брауна Free to Rock. В фильме использованы редкие видеоматериалы с участием супер-звезд социалистического андеграунда, таких как чехословацкая группа The Plastic People of the Universe, советские музыканты Борис Гребенщиков и группа Кино. В фильм «Free To Rock» включены интервью участников The Beach Boys, и кадры с их легендрного пражского концерта 1969 года. В Эстонии в 2011 году вышла документальная лента «Kosmos 68».

## Периодика
- О.В. Синеокий. Рок 60–70-х в Чехословакии: историографический и культурологический и коммуникационный аспекты // Театр. Живопись. Кино. Музыка. — 2015. — № 1.
- О.В. Синеокий. Балканский рок в историко-музыкальной ретроспективе (на примере системы звукозаписи в Югославии) // Артикульт. — 2015. — № 19 (3). Текст доступен по лицензии CC BY.
- О.В. Синеокий. Некоторые особенности системы звукозаписи рок-музыки в СССР и странах Восточной Европы в историко-коммуникационной ретроспективе // Вестник АГУ. — 2016. — № 2 (179).
- Я.С. Левченко. Диски-посредники: неакадемические наблюдения о феномене грампластинок производства социалистических стран в позднем СССР // Лабиринт. — 2014. — № 6.